# Liste der Biografien/Frank
Liste der Biografien |
Portal Biografien |
Personensuche
# |
A |
B |
C |
D |
E |
F |
G |
H |
I |
J |
K |
L |
M |
N |
O |
P |
Q |
R |
S |
T |
U |
V |
W |
X |
Y |
Z |
?
 
Fa |
Fe |
Ff |
Fh |
Fi |
Fj |
Fk |
Fl |
Fm |
Fn |
Fo |
Fr |
Ft |
Fu |
Fy
 
Fra |
Frc |
Fre |
Frg |
Fri |
Frk |
Frl |
Fro |
Frr |
Fru |
Fry
 
Fraa |
Frab |
Frac |
Frad |
Frae |
Fraf |
Frag |
Frah |
Frai |
Fraj |
Frak |
Fral |
Fram |
Fran |
Frao |
Frap |
Fraq |
Frar |
Fras |
Frat |
Frau |
Frav |
Fraw |
Fray |
Fraz
 
Frana |
Franc |
Frand |
Frane |
Frang |
Frani |
Franj |
Frank |
Frann |
Frano |
Franq |
Frans |
Frant |
Franu |
Franx |
Franz
Die Liste der Biografien führt alle Personen auf, die in der deutschsprachigen Wikipedia einen Artikel haben. Dieses ist eine Teilliste mit 1032 Einträgen von Personen, deren Namen mit den Buchstaben „Frank“ beginnt.

## Frank

### Frank I
- Frank II. von Borsselen († 1470), seeländischer Adliger

### Frank V
- Frank von Fürstenwerth, Adolf (1833–1893), preußischer Beamter, Regierungspräsident in Sigmaringen
- Frank von Fürstenwerth, Wilhelm (1825–1909), deutscher Verwaltungsbeamter, Parlamentarier und Richter
- Frank von La Roche, Georg Michael (1720–1788), deutscher KanzlerGeorg Michael Frank von La Roche (1720–1788)

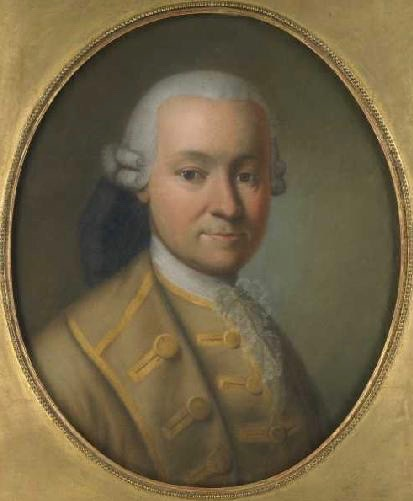
Georg Michael Frank von La Roche (1720–1788)

- Frank von Seewies, Sebastian (1796–1850), österreichischer Generalmajor und Lehrer

### Frank, A – Frank, Z

#### Frank, A
- Frank, Abraham (1838–1917), Rabbiner
- Frank, Adolph (1834–1916), deutscher Chemiker; Gründer der deutschen Kalisalz- und Celluloseindustrie
- Frank, Albert (1841–1909), deutscher Maschinenbau-Ingenieur und Hochschullehrer an der Technischen Hannover
- Frank, Albert (1872–1965), deutscher Chemiker und Unternehmer
- Frank, Albert (1881–1948), deutscher Jurist, Politiker (DNVP) und Senator in der Freien Stadt Danzig (1920–1928)
- Frank, Albert (* 1959), österreichischer Dramatiker, Schauspieler und Regisseur
- Frank, Albert Bernhard (1839–1900), deutscher Biologe
- Frank, Alexander (* 1994), österreichischer Fußballspieler
- Frank, Alfred (1884–1945), deutscher Maler und Grafiker
- Frank, Alois Ritter von (1859–1940), bayerischer Beamter, Politiker, Präsident der Reichsbahndirektion München, Staatssekretär der Zweigstelle Bayern des Reichsverkehrsministeriums
- Frank, Amy (1896–1980), österreichisch-böhmisch-deutsche Schauspielerin
- Frank, András (* 1949), ungarischer Mathematiker
- Frank, André Gunder (1929–2005), deutschstämmiger Ökonom
- Frank, Anne (1929–1945), deutsch-niederländisches Mädchen, HolocaustopferAnne Frank (1929–1945)

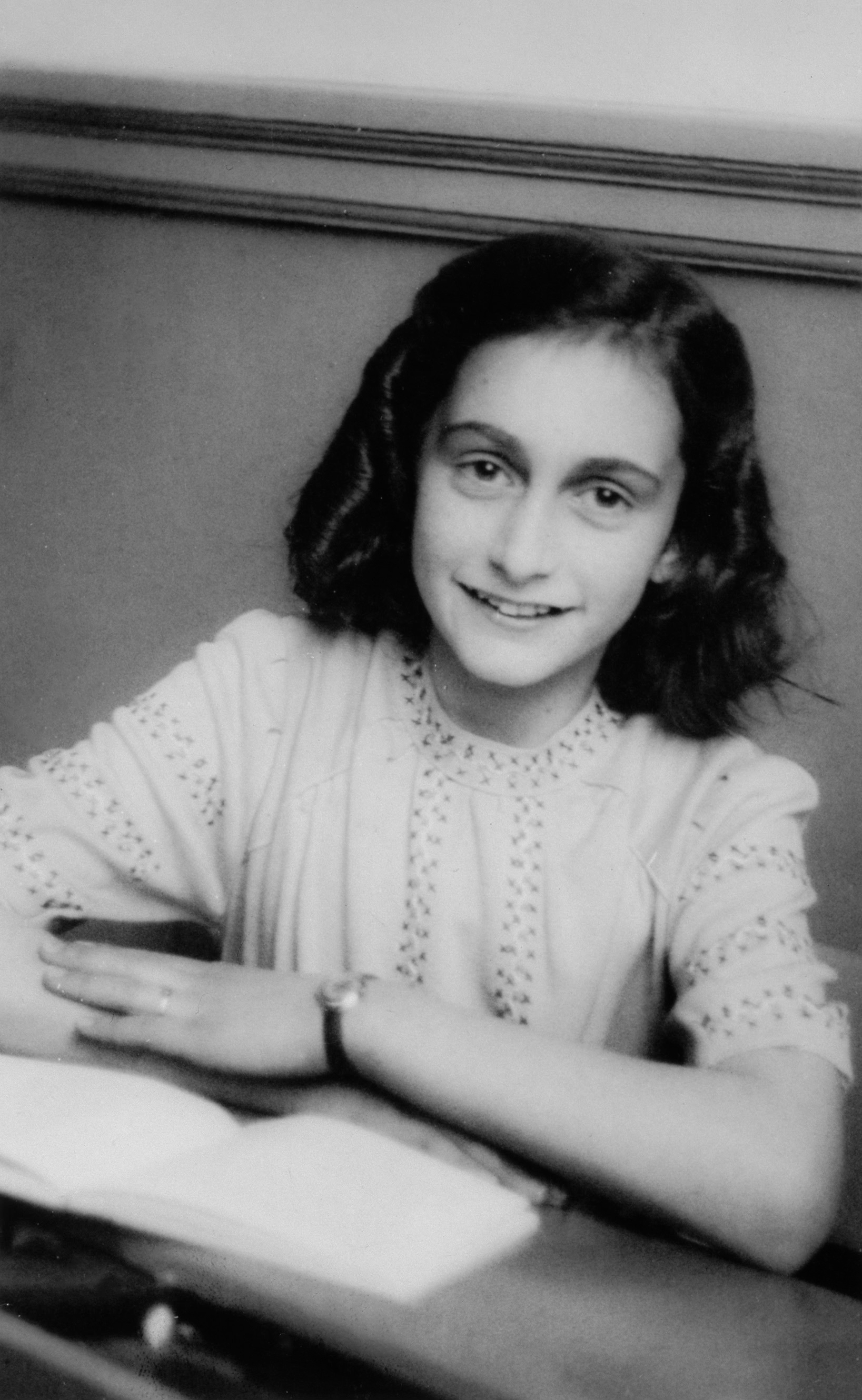
Anne Frank (1929–1945)

- Frank, Anthony M. (1931–2022), US-amerikanischer Postmaster General
- Frank, Antje (* 1968), deutsche Ruderin
- Frank, Anton (1908–1990), deutscher Unternehmer
- Frank, Armando, mexikanischer Fußballspieler
- Frank, Armin Paul (* 1935), deutscher Anglist
- Frank, Arno (* 1971), deutscher Journalist und Schriftsteller
- Frank, Arnold (1859–1965), britischer Theologe ungarischer Herkunft in der Judenmission
- Frank, Arnold, deutscher Judoka
- Frank, Artt (1933–2024), US-amerikanischer Jazz-Schlagzeuger und Autor
- Frank, Artur (* 1966), deutscher Rundfunkmoderator
- Frank, Astrid (* 1944), deutsche Schauspielerin
- Frank, Astrid (* 1966), deutsche Schriftstellerin
- Frank, August (1898–1984), deutscher SS-Führer und Verurteilter der Nürnberger ProzesseAugust Frank (1898–1984)

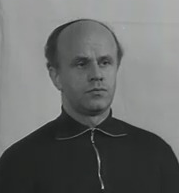
August Frank (1898–1984)

- Frank, Augustus (1826–1895), US-amerikanischer Politiker

#### Frank, B
- Frank, Barney (* 1940), US-amerikanischer Politiker (Demokratische Partei)
- Frank, Bartholomäus († 1522), deutscher Kantor am Berner Münster und Komponist
- Frank, Benedikt (* 1980), deutscher Volleyballtrainer
- Frank, Benno David (1905–1980), US-amerikanischer Theaterregisseur
- Frank, Bernard (1929–2006), französischer Journalist und Schriftsteller
- Frank, Bernd (* 1942), deutscher Grafiker
- Frank, Bernhard (1913–2011), deutscher Volkskundler und SS-Führer
- Frank, Bernhard Olivier (1758–1833), deutscher lutherischer Geistlicher und Heimatforscher
- Frank, Bernward (* 1959), deutscher kinetischer Künstler
- Frank, Billy junior (1931–2014), US-amerikanischer Teil des Nisqually Tribe und Anführer der Naturschutzbewegung
- Frank, Bodo (* 1977), deutscher Schauspieler
- Frank, Brigitte, deutsche Mathematikdidaktikerin
- Frank, Brigitte (1895–1959), deutsche Ehefrau von Hans Frank
- Frank, Bruno (1887–1945), deutscher SchriftstellerBruno Frank (1887–1945)

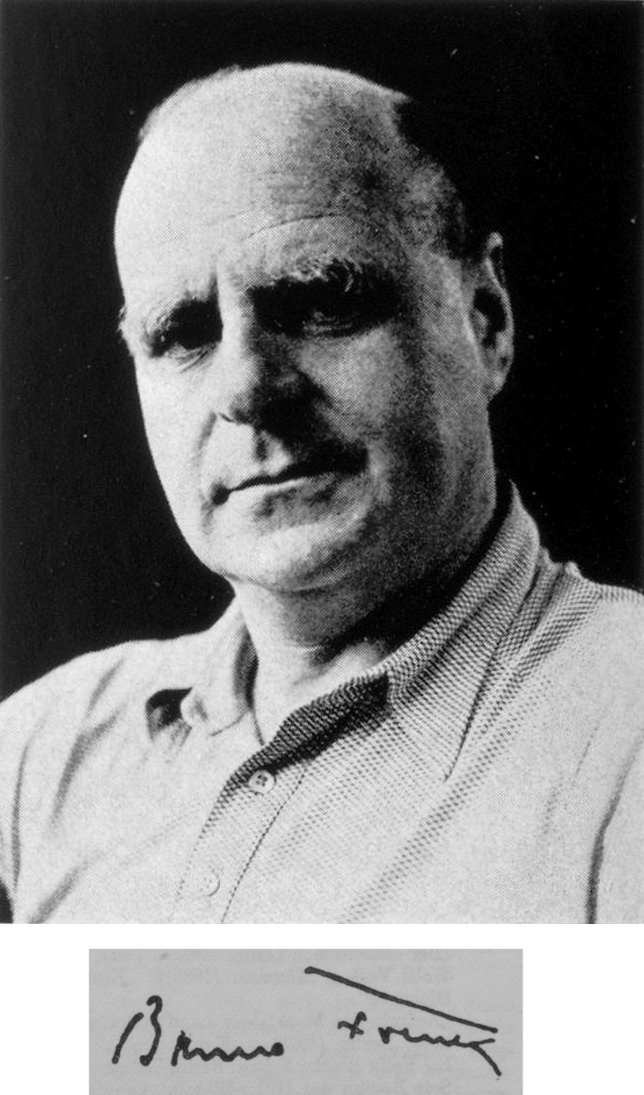
Bruno Frank (1887–1945)

#### Frank, C
- Frank, Carl (1881–1945), deutscher Altorientalist
- Frank, Caroline (* 1976), österreichische Schauspielerin und Musicaldarstellerin
- Frank, Carsten (* 1970), deutscher Schauspieler, Filmproduzent und Drehbuchautor
- Frank, Charlotte (* 1959), deutsche Architektin
- Frank, Christian (1787–1851), Landtagsabgeordneter Großherzogtum Hessen
- Frank, Christian (1867–1942), deutscher Priester und Heimatforscher
- Frank, Christian (* 1968), deutscher Pianist und Chorleiter
- Frank, Christian (* 2001), deutscher Nordischer Kombinierer
- Frank, Christoph (* 1952), deutscher Jurist und Oberstaatsanwalt
- Frank, Christoph (* 1998), deutscher Telemarker
- Frank, Christopher (* 1987), österreichischer Fußballspieler
- Frank, Christopher (* 1994), deutscher Pokerspieler
- Frank, Claude (1925–2014), US-amerikanischer Pianist deutscher Herkunft
- Frank, Clemens (* 1961), deutscher Flossenschwimmer und Streckentaucher

#### Frank, D
- Frank, Daniel (1882–1965), US-amerikanischer Weitspringer
- Frank, Daniel (* 1994), italienischer Eishockeyspieler
- Frank, Daniela (* 1962), deutsche katholische Journalistin, Geschäftsführerin des Catholic Media Council (CAMECO) in Aachen
- Frank, Diana (* 1965), deutsch-französische Schauspielerin
- Frank, Dieter (* 1941), deutscher Komponist und Filmproduzent

#### Frank, E
- Frank, Edvard (1909–1972), deutscher Maler
- Frank, Ekkes (* 1939), deutscher Liedermacher, Schriftsteller und Kabarettist
- Frank, Elias (* 1962), indischer römisch-katholischer Geistlicher, Kirchenrechtler, Koadjutorerzbischof von Kalkutta
- Frank, Ellen (1904–1999), deutsche Schauspielerin und TänzerinEllen Frank (1904–1999)

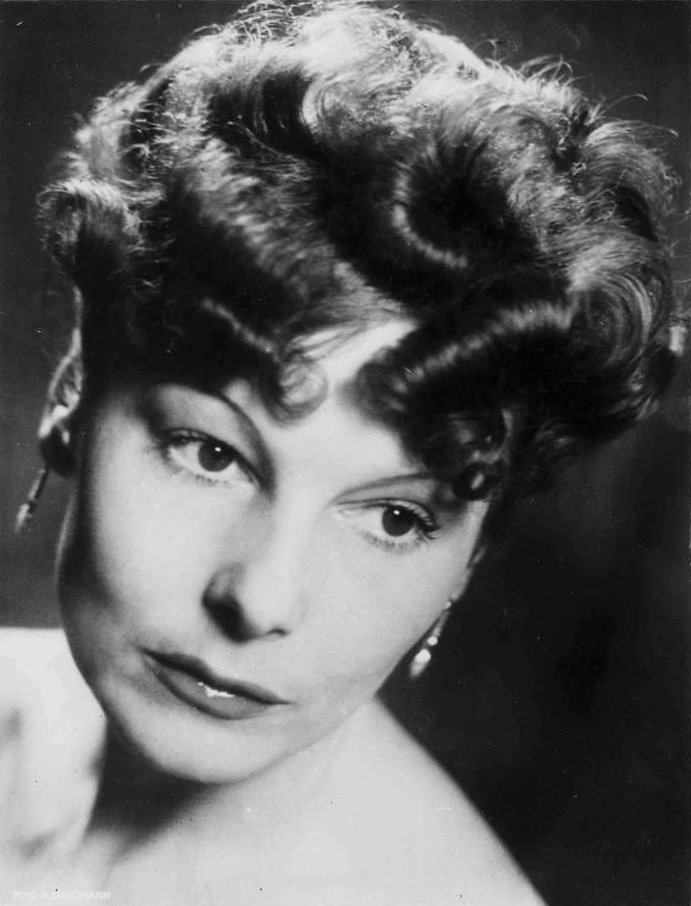
Ellen Frank (1904–1999)

- Frank, Emanuela (1870–1940), deutsche Opernsängerin (Mezzosopran)
- Frank, Emil (1878–1954), deutschamerikanischer Kaufmann und Vorsteher der jüdischen Gemeinde in Wittlich
- Frank, Erich (1883–1949), deutscher Philosophiehistoriker
- Frank, Erich (1884–1957), deutscher Arzt und Hochschullehrer
- Frank, Erik (1899–1972), finnischer Radrennfahrer
- Frank, Erna (* 1942), österreichische bildende Künstlerin
- Frank, Ernst (1847–1889), deutscher Komponist und Dirigent
- Frank, Ernst (1900–1982), sudetendeutscher Schriftsteller und Nationalsozialist
- Frank, Ernst Friedrich (1740–1822), deutscher lutherischer Theologe
- Frank, Eugen, deutscher Tier- und Landschaftsmaler der Düsseldorfer Schule
- Frank, Eugen (1854–1914), deutscher Chemiker
- Frank, Eugen (1876–1942), deutscher Schauspieler
- Frank, Euke (* 1967), österreichische JournalistinEuke Frank (* 1967)

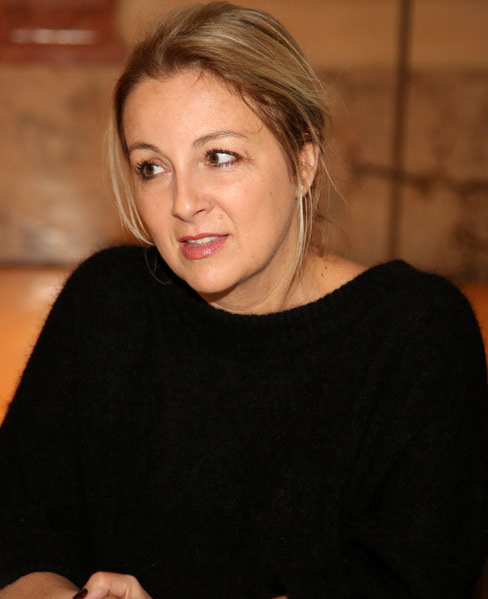
Euke Frank (* 1967)

- Frank, Eva (1754–1816), Sektenführerin im Judentum
- Frank, Eva-Maria (* 1988), österreichische Schauspielerin
- Frank, Ewald (1933–2024), deutscher Sektengründer und Missionar

#### Frank, F
- Frank, Félix (1837–1895), französischer Dichter und Romanist
- Frank, Felix (1876–1957), österreichischer Jurist und Politiker (Großdeutsche Volkspartei), Abgeordneter zum Nationalrat sowie Vizekanzler und Botschafter
- Frank, Ferdinand (1873–1936), Schweizer Politiker (SP)
- Frank, Franz (1897–1986), deutscher Maler und Graphiker
- Frank, Franz Hermann Reinhold (1827–1894), deutscher lutherischer Theologe
- Frank, Frederick Charles (1911–1998), britischer Physiker
- Frank, Fredric M. (1911–1977), US-amerikanischer Drehbuchautor
- Frank, Friedrich (1832–1904), deutscher katholischer Geistlicher und Politiker (Zentrum), MdR
- Frank, Friedrich (1871–1945), österreichischer Vedutenmaler
- Frank, Friedrich (1884–1960), deutscher Politiker (SPD), MdHB
- Frank, Funkvater (* 1993), deutscher MusikproduzentFunkvater Frank (* 1993)

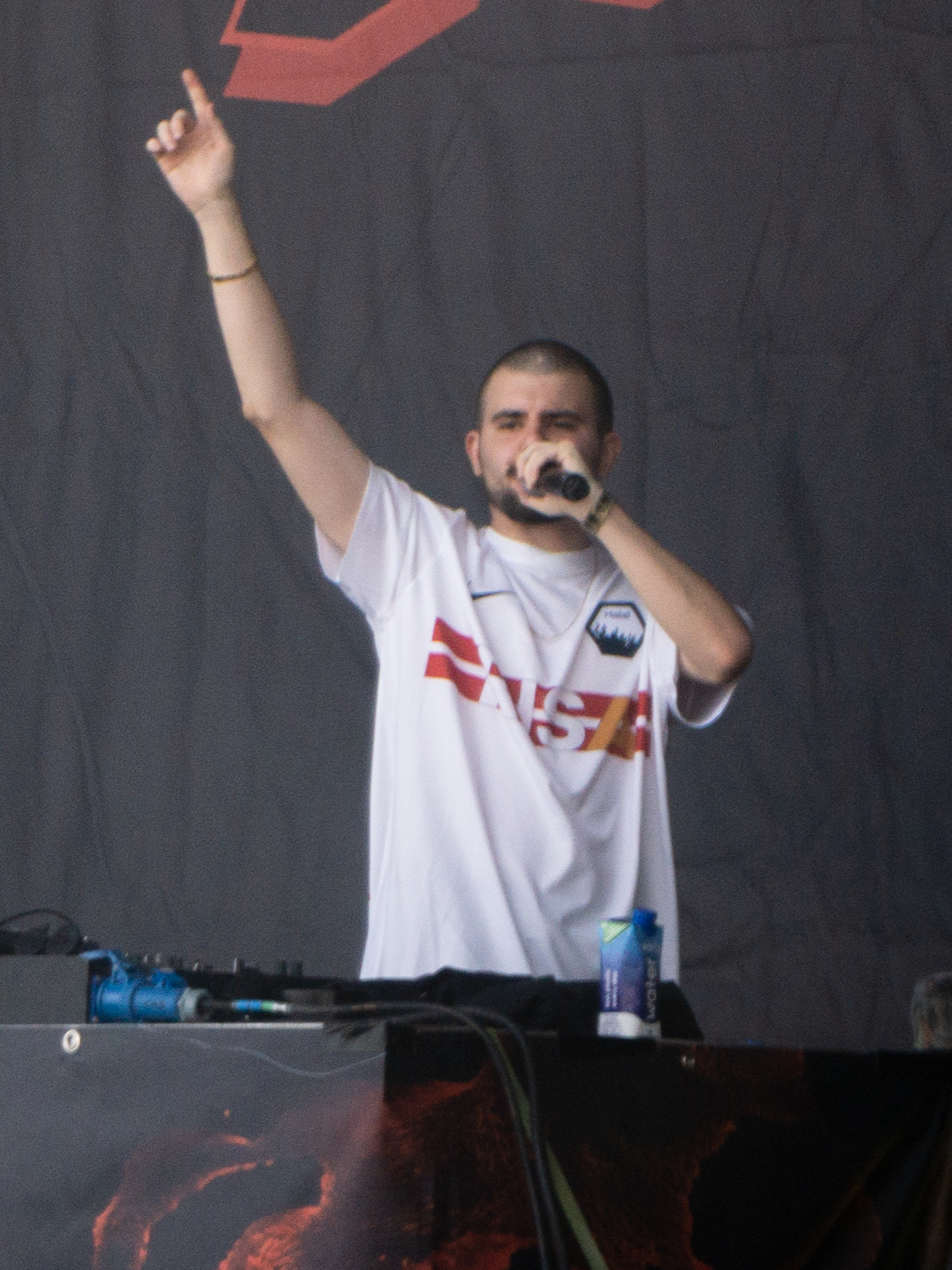
Funkvater Frank (* 1993)

#### Frank, G
- Frank, Gabriela Lena (* 1972), US-amerikanische Komponistin und Pianistin
- Frank, Gary (* 1950), US-amerikanischer Schauspieler
- Frank, Gary (* 1969), britischer Comiczeichner
- Frank, Gebharda (1927–2020), deutsche Ordensgeistliche, Generaloberin
- Frank, Georg (1836–1910), deutscher Landwirt und Politiker (NLP), MdR
- Frank, Georg (1907–1944), deutscher Fußballspieler
- Frank, Gerhard (1912–1944), deutscher Rabbiner
- Frank, Gerhard (* 1923), deutscher Fußballspieler
- Frank, Gerhard (1929–2020), deutscher Rechtsanwalt, Jagdfunktionär und Politiker (CSU), MdL
- Frank, Gert (1956–2019), dänischer Bahnradsportler
- Frank, Gertrud (1937–1974), deutsche Regieassistentin, Dramaturgin und Lektorin
- Frank, Gottlieb (1904–1998), deutscher Landwirt und Politiker (CDU), MdL
- Frank, Götz (* 1944), deutscher Hochschullehrer
- Frank, Grace (1886–1978), US-amerikanische Romanistin und Mediävistin
- Frank, Guido (* 1968), österreichischer Fußballspieler und Trainer
- Frank, Günter (1946–2024), deutscher Politiker (SPD), MdHB
- Frank, Günter (* 1956), deutscher Philosoph und Hochschullehrer
- Frank, Gunter (* 1963), deutscher Arzt und Buchautor
- Frank, Günther (* 1936), österreichischer Sänger, Schauspieler und Maler
- Frank, Gustav (1819–1888), deutscher Landschaftsmaler
- Frank, Gustav Wilhelm (1832–1904), deutscher protestantischer Theologe
- Frank, Gyjho (* 1954), deutscher Maler

#### Frank, H
- Frank, Hans (1884–1948), österreichischer Maler und Grafiker
- Frank, Hans (1900–1946), deutscher Politiker (NSDAP), MdR und KriegsverbrecherHans Frank (1900–1946)

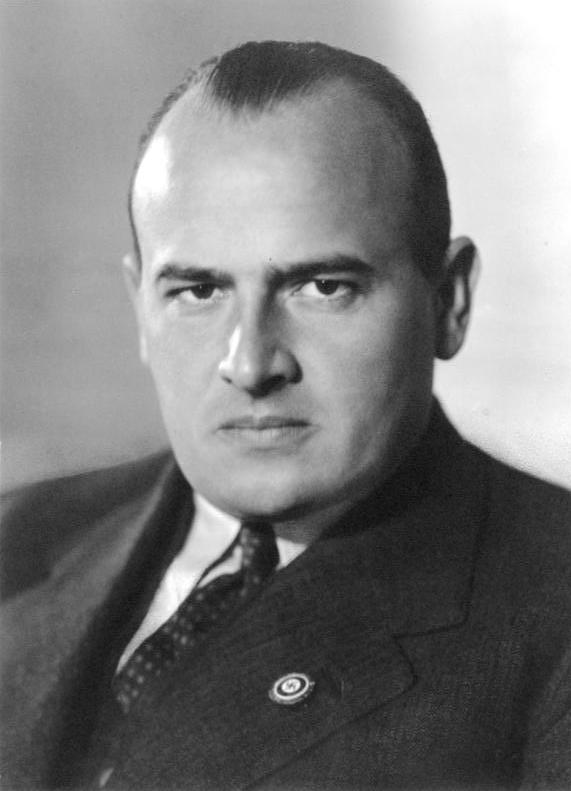
Hans Frank (1900–1946)

- Frank, Hans (1908–1987), österreichischer Fotograf und Sammler
- Frank, Hans (1919–2001), deutscher Politiker (SPD), Bürgermeister und MdL Baden-Württemberg
- Frank, Hans (1923–2008), deutscher Bildhauer und Kirchenausstatter
- Frank, Hans (1939–2019), deutscher Marineoffizier
- Frank, Hans-Joachim (* 1954), deutscher Schauspieler, Regisseur und Theatermacher
- Frank, Hans-Peter (* 1937), deutscher Dirigent
- Frank, Harriet, Jr. (1923–2020), US-amerikanische Drehbuchautorin
- Frank, Harro (1941–1998), deutscher Jurist, MdHB
- Frank, Harry (1896–1947), deutscher Schauspieler
- Frank, Heinrich (1805–1878), Richter und Landtagsabgeordneter Großherzogtum Hessen
- Frank, Heinz (* 1928), deutscher Fußballspieler
- Frank, Helene (1893–1986), deutsche Geschäftsfrau, Schwester von Otto Frank
- Frank, Helmar (1933–2013), deutscher Informationswissenschaftler
- Frank, Helmut (1926–1987), Fledermaus- und Höhlenforscher
- Frank, Helmut (1933–2015), deutscher Politiker (CDU), MdL
- Frank, Henriette (* 1953), österreichische Politikerin (FPÖ), Landtagsabgeordnete und Gemeinderätin
- Frank, Herman (* 1959), deutscher Metal-Gitarrist und Musikproduzent
- Frank, Hermann (1853–1916), deutscher Orientalist und Diplomat
- Frank, Hermann (1858–1942), deutscher Chirurg, Sachbuchautor und Publizist
- Frank, Hermann (1871–1941), deutscher Kaufmann und Wohnungsunternehmer
- Frank, Herz (1926–2013), lettischer Dokumentarfilm-Regisseur
- Frank, Hieronymus Paul (1901–1975), langjähriger Mönch der Benediktinerabtei Maria Laach
- Frank, Horst (1929–1999), deutscher Schauspieler sowie Hörspiel- und SynchronsprecherHorst Frank (1929–1999)

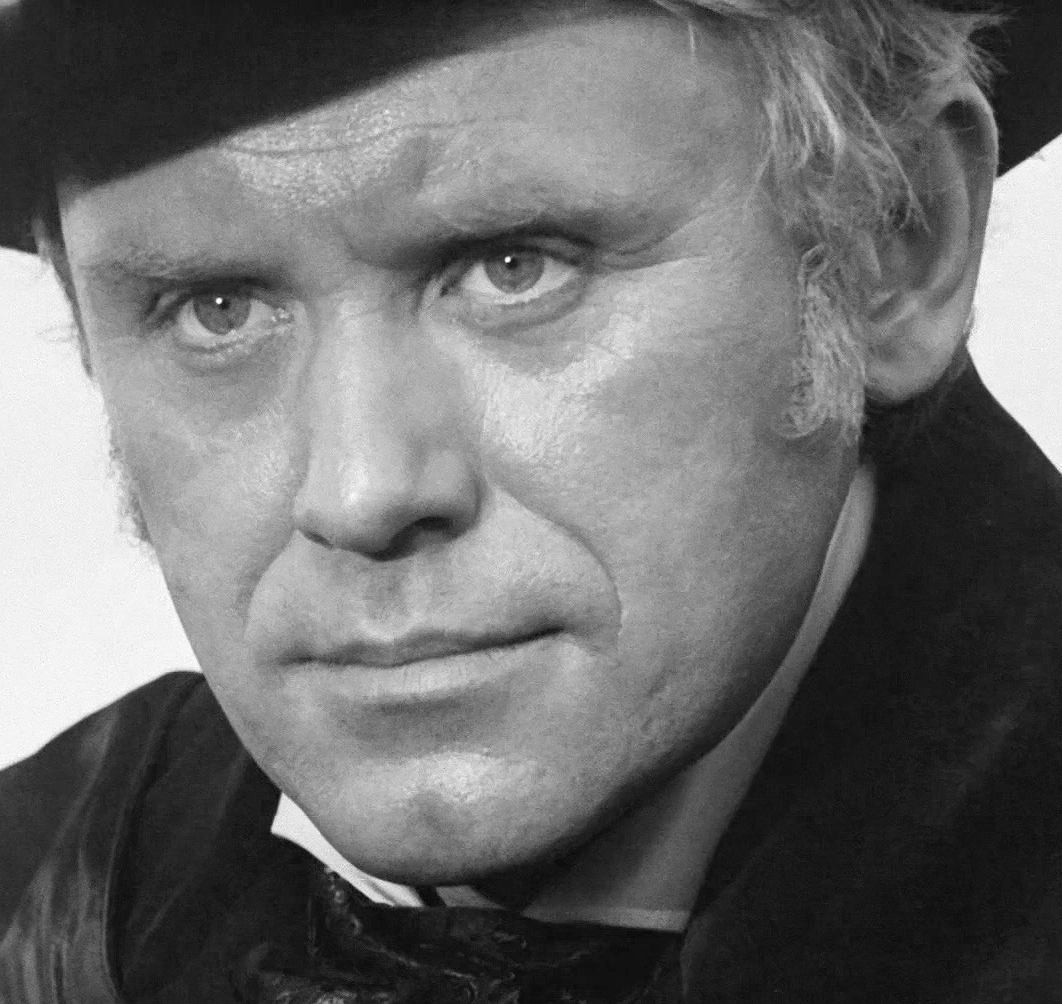
Horst Frank (1929–1999)

- Frank, Horst (1942–1962), deutsches Todesopfer der Berliner Mauer
- Frank, Horst (* 1949), deutscher Jurist und Politiker (Bündnis 90/Die Grünen), Oberbürgermeister der Stadt Konstanz (1996–2012)
- Frank, Horst Joachim (1928–2005), deutscher Germanist
- Frank, Howard (1941–2017), US-amerikanischer Elektrotechniker und Internetpionier
- Frank, Hubert (* 1925), österreichischer Theater- und Filmregisseur, Drehbuchautor und Filmkritiker
- Frank, Hubert Konrad (1939–2014), deutscher Schriftsteller

#### Frank, I
- Frank, Ilja Michailowitsch (1908–1990), sowjetischer Physiker, 1958 Nobelpreis für Physik
- Frank, Irmin (1939–2010), österreichische Textilkünstlerin
- Frank, Isnard Wilhelm (1930–2010), deutscher Ordensgeistlicher, katholischer Theologe, Professor für Mittlere und Neuere Kirchengeschichte an der Universität Mainz
- Frank, István (1918–1955), französischer Romanist, Provenzalist und Mediävist
- Frank, Ivalo (* 1975), dänisch-grönländische Filmkünstlerin

#### Frank, J
- Frank, Jackson C. (1943–1999), US-amerikanischer Folkmusiker
- Frank, Jacqueline (* 1980), US-amerikanische Wasserballspielerin
- Frank, Jakob Joseph (1726–1791), Anführer des Frankismus
- Frank, James (* 1952), US-amerikanischer Rechtswissenschaftler und Kriminologe
- Frank, Jane (1918–1986), US-amerikanische Künstlerin
- Frank, Jason David (1973–2022), US-amerikanischer Schauspieler und Mixed Martial ArtistJason David Frank (1973–2022)

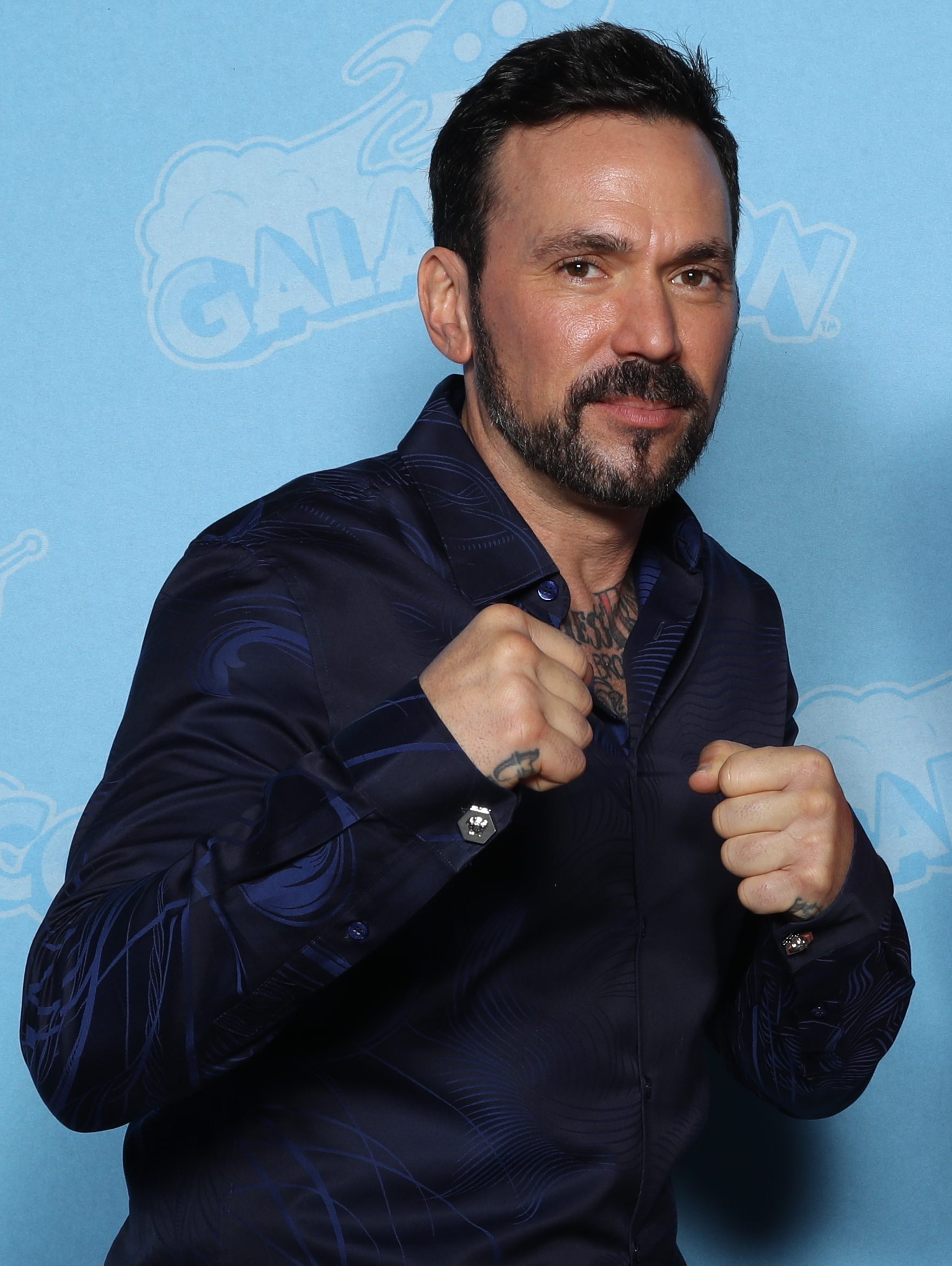
Jason David Frank (1973–2022)

- Frank, Jean-Michel (1895–1941), französischer Möbeldesigner
- Frank, Jennifer (* 1979), deutsche Schauspielerin, Theaterregisseurin, Synchron- und Hörspielsprecherin
- Frank, Jerome (1889–1957), US-amerikanischer Rechtsphilosoph und Bundesrichter
- Frank, Jerome D. (1909–2005), US-amerikanischer Psychologe, Psychiater und Psychotherapieforscher
- Frank, Jo (* 1982), deutscher Schriftsteller, Verleger und Übersetzer
- Frank, Joachim (* 1940), deutsch-amerikanischer Biophysiker
- Frank, Joachim (* 1965), deutscher Journalist und Buchautor
- Frank, Johann (1882–1945), Schweizer Politiker
- Frank, Johann (1929–1983), deutscher Kirchenverwaltungsjurist
- Frank, Johann (1938–2010), österreichischer Fußballspieler und -trainer
- Frank, Johann (* 1969), österreichischer Offizier und Politikwissenschaftler
- Frank, Johann Georg (1911–1968), deutscher Verwaltungsjurist
- Frank, Johann Peter (1745–1821), deutscher Arzt
- Frank, Johannes (1880–1955), deutscher Politiker (FDP), MdL Rheinland-Pfalz
- Frank, Johannes (1900–1945), römisch-katholischer Geistlicher, Steyler Missionar und NS-Opfer
- Frank, Josef (1885–1967), österreichischer ArchitektJosef Frank (1885–1967)

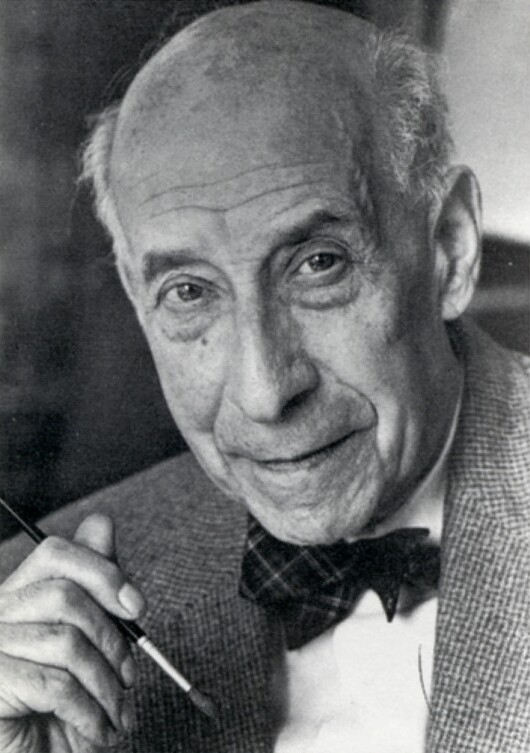
Josef Frank (1885–1967)

- Frank, Josef (* 1892), deutscher Politiker (BP), MdL Bayern
- Frank, Josef (1906–1971), deutscher Politiker (SPD)
- Frank, Josef (1909–1952), tschechoslowakischer Kommunist und Gewerkschafter
- Frank, Josef (* 1984), deutscher Eishockeyspieler
- Frank, Josef Maria (1895–1975), deutscher Roman- und Reiseschriftsteller, Drehbuchautor
- Frank, Joseph (1771–1842), deutscher Pathologe
- Frank, Joseph von (1773–1824), deutscher Gutsbesitzer und Politiker
- Frank, Julia (* 1975), deutsche Politikerin (Bündnis 90/Die Grünen)
- Frank, Julius (1808–1841), deutscher Jurist
- Frank, Julius (1826–1908), deutscher Historienmaler
- Frank, Julius (1865–1940), deutscher Bergingenieur und Unternehmer
- Frank, Julius (1911–1933), deutsches Mordopfer
- Frank, Jürgen (* 1941), deutscher Ökonom

#### Frank, K
- Frank, Karin (* 1972), österreichische Bildhauerin
- Frank, Karl (1790–1875), Pfarrer und Landtagsabgeordneter Großherzogtum Hessen
- Frank, Karl (1900–1974), deutscher Jurist, Manager und Politiker (NSDAP, später FDP/DVP), MdL
- Frank, Karl (1906–1944), deutscher Politiker (KPD)
- Frank, Karl Anton (1909–1986), deutscher Philologe und Schriftsteller
- Frank, Karl Borromäus (1893–1969), österreichisch-deutsch-amerikanischer politischer Publizist, Politiker und Psychoanalytiker
- Frank, Karl Friedrich (* 1906), deutscher Unternehmer, Experte für Werkstoffprüfung
- Frank, Karl Friedrich von (1894–1975), österreichischer Privatgelehrter, Historiker, Genealoge, Heraldiker
- Frank, Karl Hermann (1898–1946), deutscher Politiker (NSDAP), MdR
- Frank, Karl Suso (1933–2006), deutscher Franziskaner, Kirchenhistoriker und Hochschullehrer
- Frank, Karl Wilhelm (* 1797), deutscher Seemann und evangelischer Geistlicher
- Frank, Karl-Heinz (* 1966), deutscher Diplomforstwirt, Leiter der Feuerwehr Frankfurt am Main
- Frank, Karlhans (1937–2007), deutscher Schriftsteller, Drehbuchautor, Hörspielautor und Übersetzer
- Frank, Kerstin (* 1988), österreichische Eiskunstläuferin
- Frank, Keven (* 1990), deutscher Eishockeyspieler
- Frank, Kim (* 1982), deutscher Sänger, Regisseur und AutorKim Frank (* 1982)

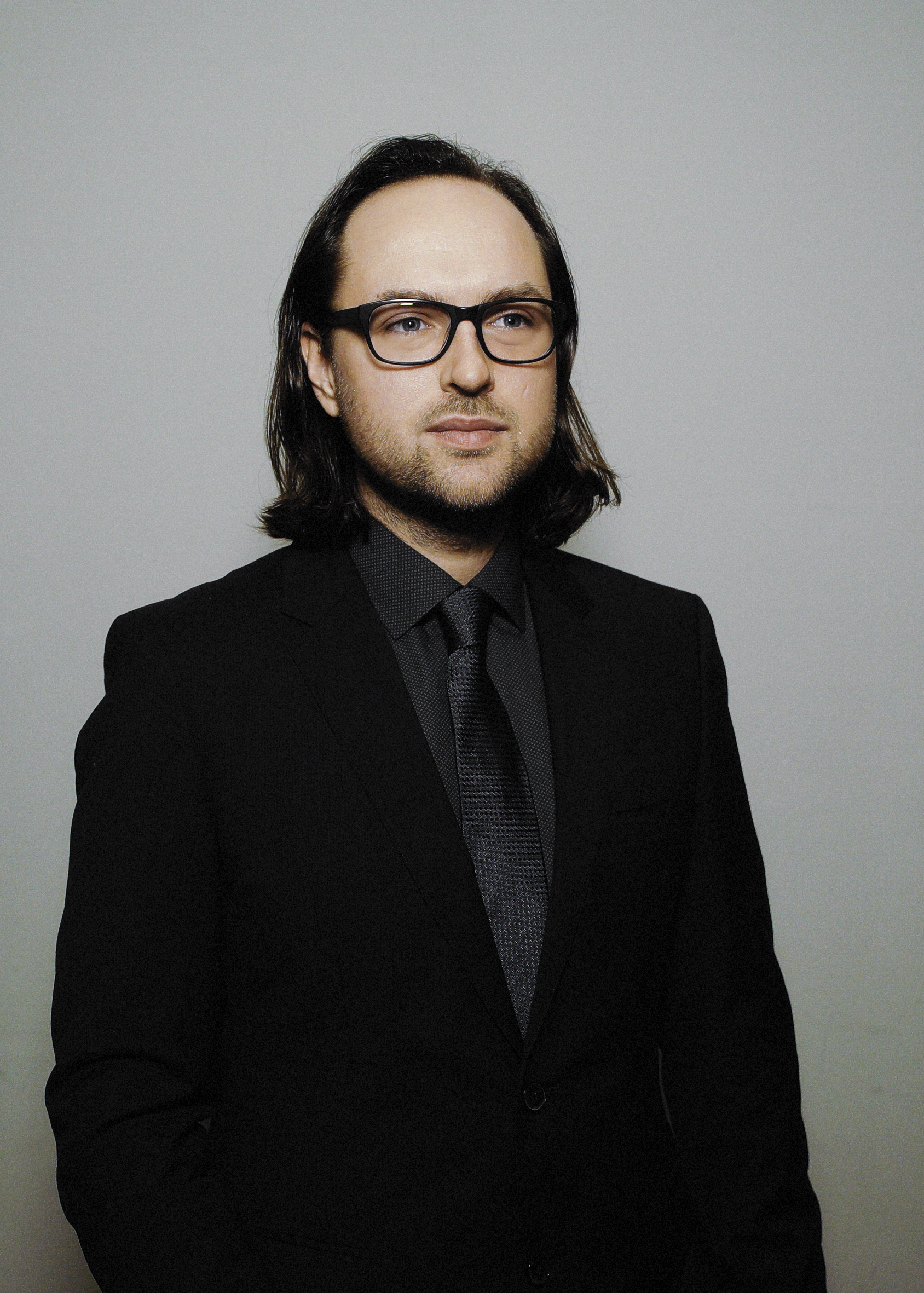
Kim Frank (* 1982)

- Frank, Konrad (1888–1970), Verwaltungsjurist und Bezirksoberamtmann
- Frank, Konstantin (* 1988), deutsch-russischer Schauspieler
- Frank, Kurt (1926–1995), deutscher Maler
- Frank, Kurt (* 1949), deutscher Journalist

#### Frank, L
- Frank, Lars (* 1960), deutscher Puppenspieler und Regisseur
- Frank, Lawrence (* 1970), US-amerikanischer Basketballtrainer
- Frank, Leo (1884–1915), US-amerikanischer Unternehmer und MordopferLeo Frank (1884–1915)

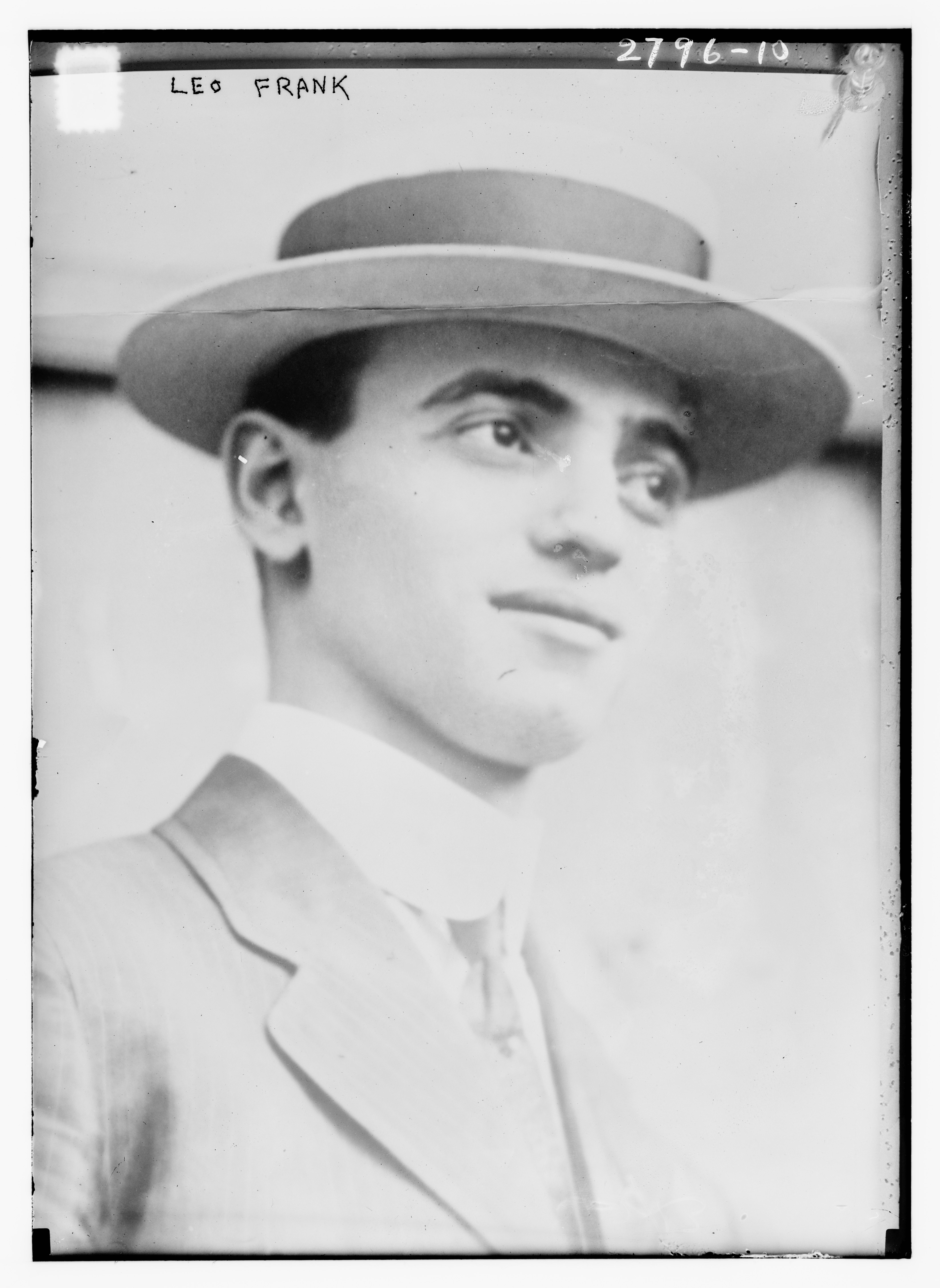
Leo Frank (1884–1915)

- Frank, Leo (1925–2004), österreichischer Krimi-Schriftsteller
- Frank, Leonhard († 1648), deutscher Prämonstratenserabt
- Frank, Leonhard (1882–1961), deutscher Schriftsteller
- Frank, Lia (1921–2012), sowjetisch-deutsch-jüdische Schriftstellerin
- Frank, Liborius von (1848–1935), österreichischer Feldzeugmeister, Geheimer Rat, Kommandierender General im Banat
- Frank, Lisl (1911–1944), tschechoslowakische Sängerin
- Frank, Liz (* 1950), deutsche Lehrerin, LGBT-Aktivistin in Namibia
- Frank, Lone (* 1966), dänische Journalistin und Biologin
- Frank, Lothar (1900–1985), deutschamerikanischer Volkswirtschaftler, Bankier und Unternehmer
- Frank, Louis Hugo (1886–1973), deutscher Hochschullehrer in Japan
- Frank, Louisa (* 1996), deutsche Fußballspielerin
- Frank, Luc (* 1972), belgischer Politiker
- Frank, Lucien (1857–1920), belgischer Landschaftsmaler des Impressionismus
- Frank, Ludwig (1863–1935), Schweizer Arzt und Psychiater
- Frank, Ludwig (1874–1914), deutscher Rechtsanwalt und Politiker (SPD), MdR
- Frank, Ludwig (1883–1945), sudetendeutscher Politiker (NSDAP), MdR

#### Frank, M
- Frank, Madlen (* 1996), deutsche Fußballspielerin
- Frank, Magda (1914–2010), ungarisch-argentinische Bildhauerin und Hochschullehrerin
- Frank, Manfred (1905–1976), deutscher Geologe und Paläontologe
- Frank, Manfred (1929–2003), deutscher Politiker (SPD), MdL
- Frank, Manfred (* 1945), deutscher Philosoph
- Frank, Marco (1881–1961), österreichischer Komponist, Bratschist und Musikpädagoge
- Frank, Marco (* 2003), deutscher Basketballspieler
- Frank, Marga (1922–2013), österreichische Schriftstellerin
- Frank, Margot (1926–1945), deutsch-niederländisches Opfer des Holocaust, Schwester von Anne FrankMargot Frank (1926–1945)

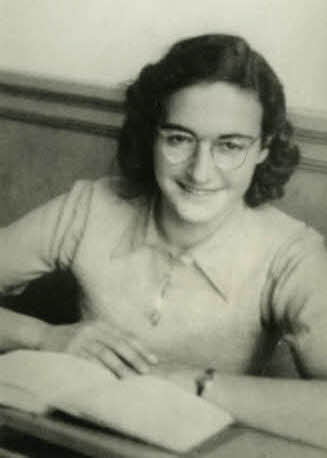
Margot Frank (1926–1945)

- Frank, Marie (1852–1924), deutsche Schriftstellerin
- Frank, Mario (* 1958), deutscher Manager
- Frank, Mark (* 1977), deutscher Speerwerfer
- Frank, Marko (* 1968), deutscher Nordischer Kombinierer
- Frank, Markus (* 1972), deutscher Schauspieler
- Frank, Markus, deutscher Spezialist für visuelle Effekte beim Film
- Frank, Markus L. (* 1969), deutscher Musiker und Dirigent
- Frank, Martin (1888–1963), deutscher Geistlicher, Studienrat und Domkapitular
- Frank, Martin (1943–2015), deutscher Verwaltungsjurist, Rechnungshofpräsident
- Frank, Martin (* 1950), Schweizer Schriftsteller
- Frank, Martin (* 1992), deutscher Komiker und SchauspielerMartin Frank (* 1992)

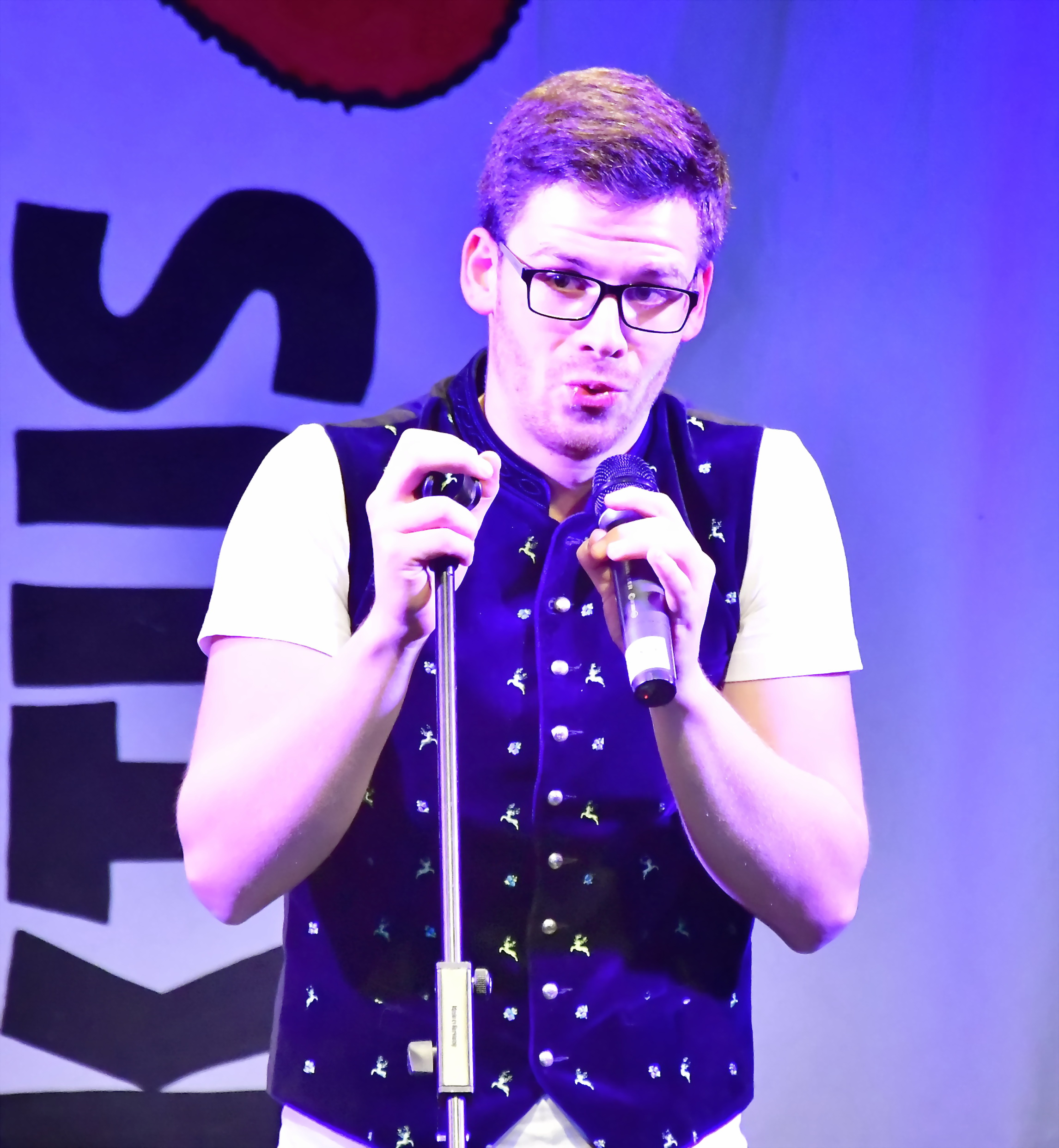
Martin Frank (* 1992)

- Frank, Mary (* 1933), US-amerikanische Malerin und Bildhauerin
- Frank, Mathias (* 1986), Schweizer Radrennfahrer
- Frank, Maurits (1892–1959), niederländischer Cellist und Musikpädagoge
- Frank, Max (1870–1933), deutscher Rechtsanwalt und sozialdemokratischer Politiker
- Frank, Maximilian von (1831–1894), deutscher Verwaltungsjurist
- Frank, Melvin (1913–1988), US-amerikanischer Drehbuchautor, Filmregisseur und Filmproduzent
- Frank, Michael (* 1947), deutscher Journalist
- Frank, Michala (* 1990), tschechische Volleyball- und Beachvolleyballspielerin
- Frank, Myrtil (1893–1968), deutscher Kunsthändler

#### Frank, N
- Frank, Nathan (1852–1931), US-amerikanischer Politiker
- Frank, Nathaniel, US-amerikanischer Autor und Historiker
- Frank, Nathaniel H. (1903–1984), US-amerikanischer Physiker
- Frank, Neil Augustine (* 1966), südafrikanischer Ordensgeistlicher, römisch-katholischer Bischof von Mariannhill
- Frank, Nicole (* 1975), Schweizer Journalistin, Moderatorin und Kommunikationsberaterin
- Frank, Nicole (* 2003), uruguayische Schwimmerin
- Frank, Niklas (* 1939), deutscher Journalist und Autor
- Frank, Nino (1904–1988), italienischer Filmkritiker

#### Frank, O
- Frank, Oliver (1963–2022), deutscher Sänger
- Frank, Oliver Andreas (* 1967), deutscher Cembalist, Pianist und Fortepianist
- Frank, Oskar, deutscher Tischtennisspieler
- Frank, Othmar (1770–1840), deutscher Indologe und Hochschullehrer
- Frank, Otto (1865–1944), deutscher Physiologe
- Frank, Otto (1889–1980), deutscher Kaufmann, Vater von Anne FrankOtto Frank (1889–1980)

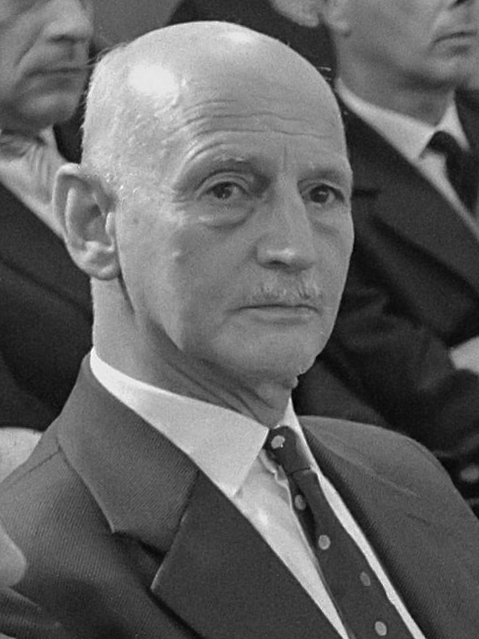
Otto Frank (1889–1980)

- Frank, Otto (1900–1963), deutscher Landwirt und Politiker (FDP)

#### Frank, P
- Frank, Patrick D., US-amerikanischer Offizier, Generalleutnant der US-Army
- Frank, Patty (1876–1959), deutscher Artist, Indianerforscher und Museumsleiter
- Frank, Paul (1878–1951), deutscher Architekt und Politiker (DDP, FDP), MdHB
- Frank, Paul (1885–1976), österreichischer Schriftsteller und Drehbuchautor
- Frank, Paul (1918–2011), deutscher Diplomat
- Frank, Paul (* 1967), US-amerikanischer Künstler und Modedesigner
- Frank, Peter, deutscher Handballtrainer
- Frank, Peter (* 1963), deutscher Sänger, Entertainer und Komponist
- Frank, Peter (* 1968), deutscher Jurist, Generalbundesanwalt und Richter des BundesverfassungsgerichtsPeter Frank (* 1968)

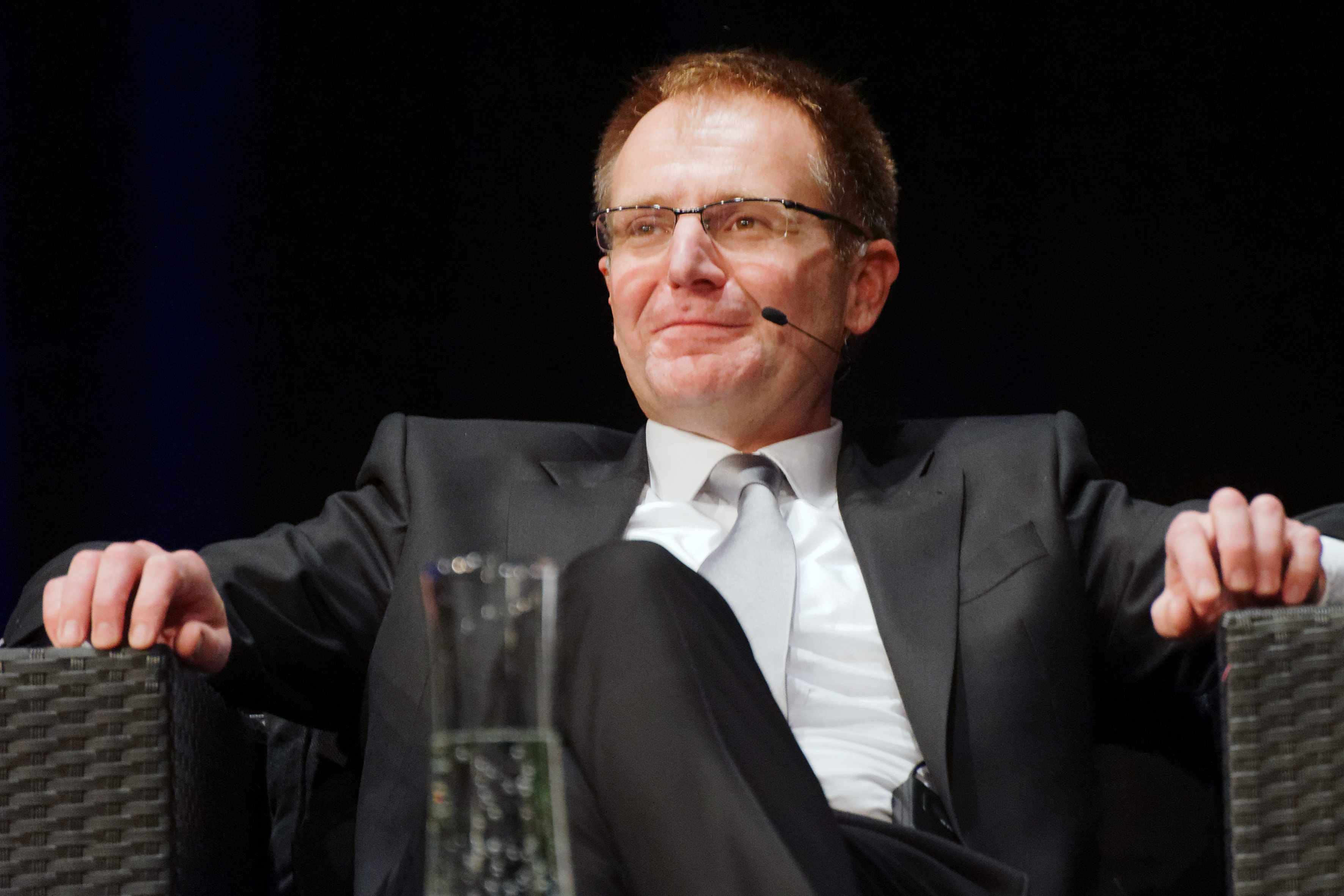
Peter Frank (* 1968)

- Frank, Peter Anton von (1746–1818), deutscher Richter und Historiker
- Frank, Peter C. (1943–2024), US-amerikanischer Filmeditor
- Frank, Philipp (1884–1966), österreichischer Philosoph, Physiker und Mathematiker
- Frank, Philipp (* 1968), deutscher Politiker (CDU)
- Frank, Philipp Balthasar (1803–1866), deutscher katholischer Priester und Abgeordneter der verfassungsrevidierenden Landesversammlung in Württemberg (1849)
- Frank, Pius (* 1960), österreichischer Metallkünstler, Sakralkünstler

#### Frank, R
- Frank, Rafael (1867–1920), deutscher Schriftgestalter, Chasan
- Frank, Rahel (* 1972), deutsche Historikerin
- Frank, Rainer (* 1938), deutscher Rechtswissenschaftler und Hochschullehrer
- Frank, Rainer (* 1965), deutscher Schauspieler
- Frank, Ralph (* 1946), US-amerikanischer Diplomat, Botschafter in Kroatien und Nepal
- Frank, Raoul (1867–1939), österreichischer Landschaftsmaler
- Frank, Ray (1861–1948), US-amerikanische Predigerin (Judentum)
- Frank, Regina (* 1965), deutsche Performance-Künstlerin
- Frank, Reinhard (1804–1856), Landtagsabgeordneter Großherzogtum Hessen
- Frank, Reinhard (1860–1934), deutscher Straf- und Völkerrechtler
- Frank, Reinhard (* 1955), deutscher Politiker (CDU)
- Frank, Reinhold (1896–1945), deutscher Rechtsanwalt, Opfer des NS-RegimesReinhold Frank (1896–1945)

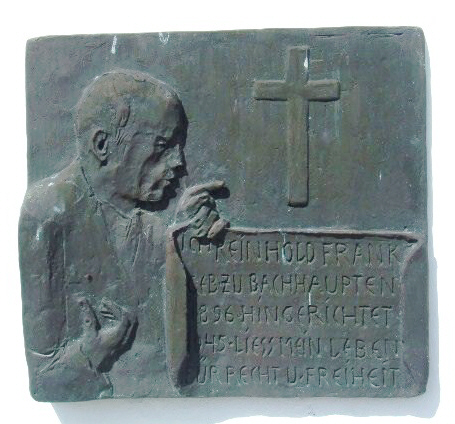
Reinhold Frank (1896–1945)

- Frank, Reinhold (1918–2001), deutscher Schriftsteller
- Frank, René (1910–1965), deutsch-elsässischer Pianist und Komponist
- Frank, René (* 1974), deutscher Komponist von Neuen Geistlichen Liedern und Sachbuchautor
- Frank, René (* 1984), deutscher Koch
- Frank, Richard (1894–1980), polnischer Politiker (KVP)
- Frank, Robert (1924–2019), schweizerisch-US-amerikanischer Fotograf, Filmregisseur und Kameramann
- Frank, Robert (* 1973), deutscher Schauspieler, Sprecher und RegisseurRobert Frank (* 1973)

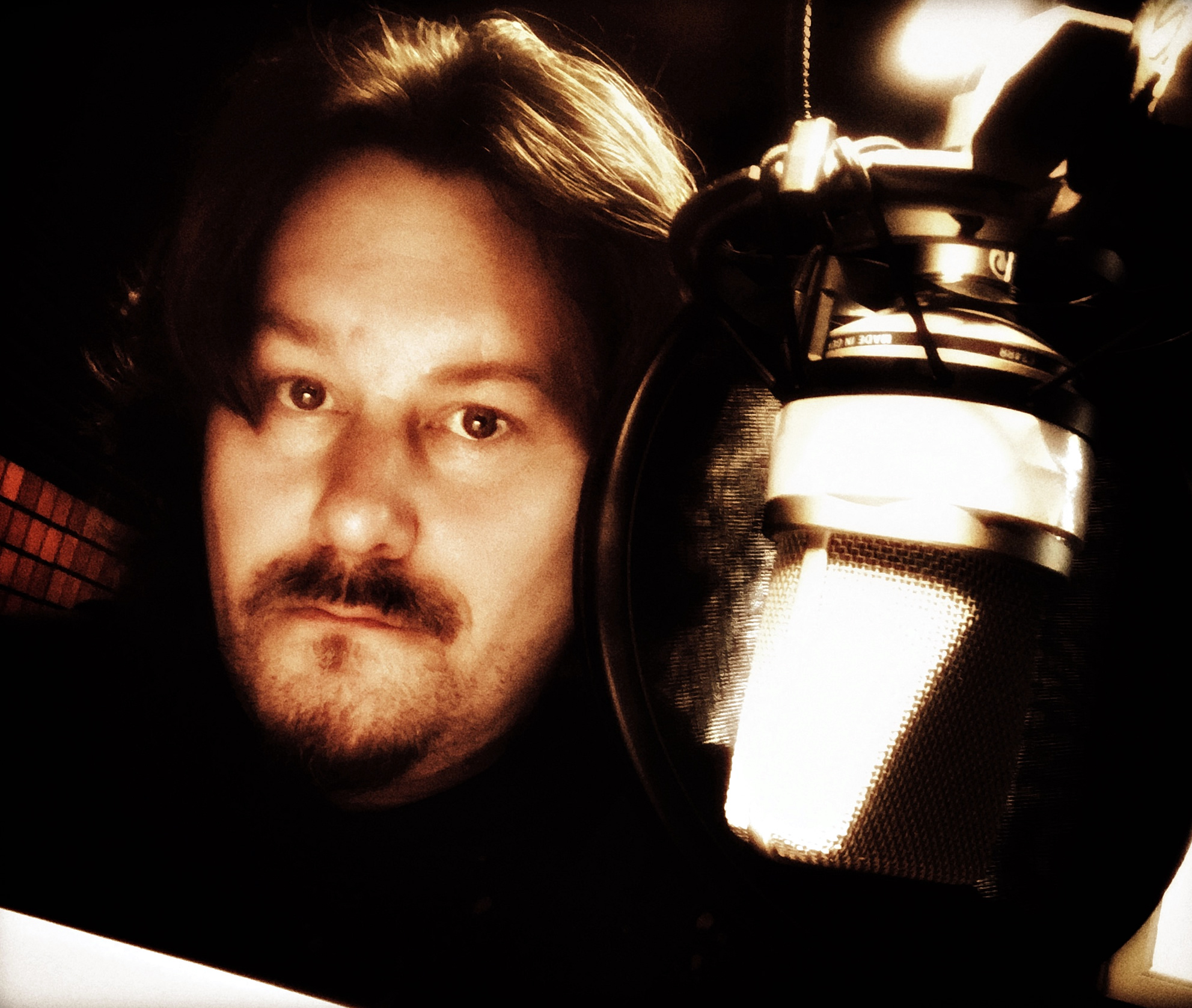
Robert Frank (* 1973)

- Frank, Robert H. (* 1945), US-amerikanischer Wirtschaftswissenschaftler
- Frank, Roberta (* 1941), amerikanische Philologin, Altanglistin und Skandinavistin
- Frank, Rose (1864–1954), neuseeländische Fotografin
- Frank, Rüdiger (* 1969), deutscher Wirtschafts- und Ostasienwissenschaftler
- Frank, Rudolf (1863–1926), deutscher Chemiker
- Frank, Rudolf (1886–1979), deutscher Theaterregisseur, Theaterkritiker, Schriftsteller und Übersetzer
- Frank, Ruedi (* 1949), Schweizer Radrennfahrer

#### Frank, S
- Frank, Samuel Anton († 1809), Schweizer Ebenist
- Frank, Saskia (* 1987), deutsche Politikerin (Bündnis 90/Die Grünen)
- Frank, Scott (* 1960), US-amerikanischer Drehbuchautor, Regisseur und Filmproduzent
- Frank, Sebastian (* 1981), österreichischer Koch
- Frank, Sepp (1889–1970), deutscher Maler, Glasmaler und Grafiker
- Frank, Sepp (1942–2022), österreichischer Architekt
- Frank, Sergei Ottowitsch (* 1960), russischer Politiker und Manager
- Frank, Sidney (1919–2006), US-amerikanischer Spirituosenhändler, Kunstsammler und Philanthrop
- Frank, Siegbert (1939–1998), deutscher Kommunalpolitiker (CDU) und Bürgermeister von Pforzheim
- Frank, Siegfried (* 1951), deutscher Fußballspieler
- Frank, Sieglinde (* 1937), deutsche Autorin und schwäbische Mundart-Dichterin
- Frank, Siegmund (1770–1847), deutscher Glasmaler
- Frank, Sigismund (1848–1930), deutscher Bankier
- Frank, Simon (* 1913), südafrikanischer und namibischer Bürgermeister
- Frank, Simon Ljudwigowitsch (1877–1950), russischer Philosoph
- Frank, Stefanie Mathilde (* 1981), deutsche Medienwissenschaftlerin und Buchautorin
- Frank, Sven Thomas (* 1943), deutscher Journalist
- Frank, Sylvia (* 1935), Schweizer Schauspielerin und Hörspielsprecherin

#### Frank, T
- Frank, Tanja (* 1993), österreichische Seglerin
- Frank, Tenney (1876–1939), US-amerikanischer Althistoriker
- Frank, Thea (* 1980), deutsche Hörspielsprecherin und ehemalige Schauspielerin
- Frank, Theodor (1826–1889), deutscher Politiker; Vorstand der Volksbank
- Frank, Theodor (1871–1953), deutscher Bankier und Bankmanager
- Frank, Thomas (* 1958), deutscher Historiker
- Frank, Thomas (* 1965), US-amerikanischer Politikberater, Historiker und Journalist
- Frank, Thomas (* 1969), deutscher Fußballschiedsrichter
- Frank, Thomas (* 1973), dänischer Fußballspieler
- Frank, Thomas Jörg (* 1972), deutscher Dirigent, Organist und Kirchenmusiker
- Frank, Thyra (* 1952), dänische Politikerin
- Frank, Tibor (1948–2022), ungarischer Historiker
- Frank, Tina (* 1970), österreichische Grafikdesignerin und Künstlerin
- Frank, Tina (* 1974), deutsche Sängerin
- Frank, Tobias (* 1958), deutscher Hockeyspieler
- Frank, Tobias (* 1980), deutscher Organist und Kirchenmusikdirektor
- Frank, Tony (1943–2000), US-amerikanischer Schauspieler
- Frank, Torben (* 1968), dänischer Fußballspieler

#### Frank, U
- Frank, Udo (* 1953), deutscher Fernsehjournalist und Buchautor
- Frank, Ulrich (1943–2017), deutscher Schauspieler und Synchronsprecher
- Frank, Ulrich (* 1958), deutscher Wirtschaftsinformatiker
- Frank, Ulrich (* 1963), deutscher Basketballspieler
- Frank, Ulrike (* 1969), deutsche FernsehschauspielerinUlrike Frank (* 1969)

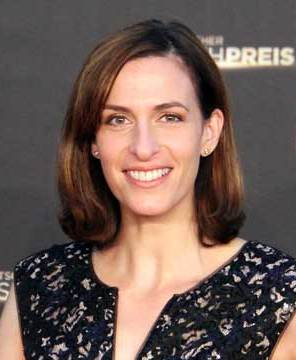
Ulrike Frank (* 1969)

- Frank, Ute (* 1952), deutsche Architektin

#### Frank, W
- Frank, Waldemar (1903–1961), deutscher Bühnenschriftsteller und Filmproduzent
- Frank, Waldo (1889–1967), US-amerikanischer Schriftsteller und Kritiker
- Frank, Walter (1895–1971), deutscher Handwerker (Dreher) und Politiker (KPD), MdR
- Frank, Walter (1905–1945), deutscher Historiker
- Frank, Werner (* 1942), deutscher Fußballspieler
- Frank, Wilhelm (1858–1911), deutscher Geistlicher, Schriftsteller und Politiker (Zentrum), MdR
- Frank, Wilhelm (1872–1948), deutscher Politiker (Zentrum)
- Frank, Wilhelm (1885–1960), deutscher Verwaltungsjurist und Polizeibeamter
- Frank, Wilhelm (1902–1976), deutscher Politiker (CDU), MdL (Baden-Württemberg), Konditor
- Frank, Wilhelm (1916–1999), österreichischer Ingenieur, Hochschullehrer und Spitzenbeamter
- Frank, Willi (1909–1945), österreichischer Widerstandskämpfer
- Frank, William (1879–1965), US-amerikanischer Langstreckenläufer
- Frank, Willy (1903–1989), deutscher Ingenieur und Zahnarzt, verurteilter NS-Täter
- Frank, Willy (* 1949), deutscher Volkswirt
- Frank, Winfried E. (1932–2020), deutscher Politiker (CDU)
- Frank, Wolf (* 1968), österreichischer Unterhaltungskünstler (Moderator, Stimmenimitator, Sänger und Schauspieler)
- Frank, Wolfgang (1871–1953), deutscher Konsularbeamter und Gesandter
- Frank, Wolfgang (1909–1980), deutscher Schriftsteller
- Frank, Wolfgang (* 1939), österreichischer Geologe
- Frank, Wolfgang (1951–2013), deutscher Fußballspieler und -trainer
- Frank, Wolfgang (1964–2012), deutscher Regisseur
- Frank, Wolfram (* 1953), deutscher Schriftsteller und Theaterregisseur

#### Frank, Y
- Frank, Yvonne (* 1980), deutsche Hockeyspielerin

#### Frank, Z
- Frank, Ze (* 1972), US-amerikanischer Online-Performance-Künstler, Komponist, Humorist und Redner
- Frank, Zwi Pesach (1873–1960), israelischer Oberrabbiner
- Frank, Zypora (* 1935), polnisch-israelische Jüdin

### Frank-

#### Frank-H
- Frank-Holländer, Edith (1900–1945), Opfer des Holocaust, Mutter von Anne FrankEdith Frank-Holländer (1900–1945)

Edith Frank-Holländer (1900–1945)

#### Frank-J
- Frank-Job, Barbara (* 1960), deutsche Romanistin

#### Frank-K
- Frank-Kamenezki, David Albertowitsch (1910–1970), russischer Plasmaphysiker und Chemiker (Physikalische Chemie)
- Frank-Klein, Anna (1894–1977), deutsch-israelische Malerin

#### Frank-P
- Frank-Planitz, Ulrich (1936–2011), deutscher Verleger und Journalist

#### Frank-S
- Frank-Schultz, Ehrengard (1885–1944), deutsche Diakonisse und Opfer der NS-Kriegsjustiz

### Franka
- Franka, Joan (* 1990), niederländische Sängerin
- Frankart, Johann Balthasar (1712–1743), deutscher Porträtmaler in Sankt Petersburg
- Frankau, Margit (1889–1944), österreichische Diakonisse und Opfer des Holocaust

### Frankc
- Frankcomb, Aaron (* 1985), australischer Squashspieler

### Franke
- Franke, Adolf (1852–1937), preußischer General der Artillerie
- Franke, Adolf (1860–1942), deutscher Mikropaläontologe
- Franke, Adolf (1865–1940), deutscher Elektrotechniker
- Franke, Adolf (1874–1964), österreichischer Chemiker
- Franke, Albert Joseph (1860–1924), deutscher Orient- und Genremaler
- Franke, Albrecht (* 1950), deutscher Schriftsteller und Herausgeber
- Franke, Alexa (* 1948), deutsche Psychologin
- Franke, Alexander (* 1984), deutscher Moderator
- Franke, Alfred (1870–1937), deutscher Geograf, Klassischer Philologe und Gymnasiallehrer
- Franke, Alfred (* 1905), deutscher Schuhmacher und Politiker (LDPD), MdV
- Franke, André (* 1972), deutscher Musikproduzent und Komponist
- Franke, Andre (* 1978), deutsch-US-amerikanischer Genetiker
- Franke, Andrea (* 1958), deutsche Verwaltungsbeamtin und Richterin
- Franke, Andreas (* 1965), deutscher Volleyballspieler
- Franke, Angela (* 1957), deutsche Schwimmerin
- Franke, Angelo (* 1966), deutscher Theater- und Fernsehschauspieler italienischer Herkunft
- Franke, Anja (* 1964), deutsche Schauspielerin, Regisseurin und DrehbuchautorenAnja Franke (* 1964)

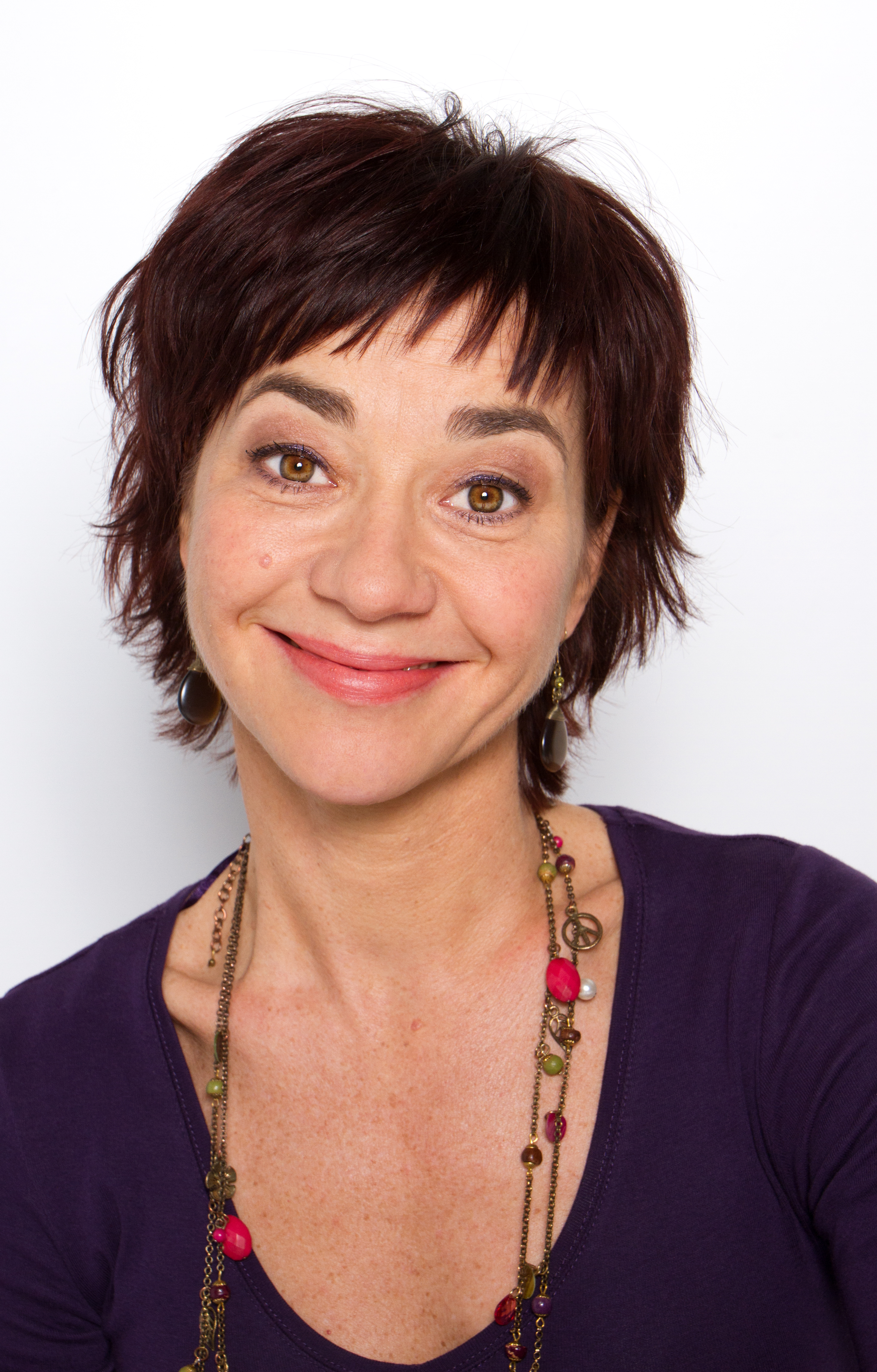
Anja Franke (* 1964)

- Franke, Anne (* 1954), deutsche Politikerin (Bündnis 90/Die Grünen), MdL
- Franke, Anselm (* 1978), deutscher Autor, Kurator und Hochschullehrer
- Franke, Arno (1876–1955), deutscher Journalist und Politiker (NSDAP, DSP)
- Franke, Arthur (1909–1992), deutscher Generalleutnant (NVA)
- Franke, August (1920–1997), deutscher Politiker (SPD) und Abgeordneter des Hessischen Landtags
- Franke, August Hermann (1853–1891), deutscher evangelischer Theologe und Kirchenlieddichter
- Franke, Barbara (* 1944), deutsche Lehrerin und Autorin
- Franke, Bernd (* 1948), deutscher Fußballspieler
- Franke, Bernd (1951–2021), deutscher Politiker und Bürgermeister von Saalfeld
- Franke, Bernd (* 1959), deutscher Komponist
- Franke, Bernd (* 1975), deutscher Jurist, Journalist und EU-Diplomat
- Franke, Bernhard (1922–2004), deutscher Maler und Grafiker
- Franke, Bettina (* 1957), deutsche Theaterschauspielerin und Rezitatorin
- Franke, Carl Christian Leberecht (1796–1879), deutscher evangelischer Theologe
- Franke, Carmen (* 1973), deutsche TV-Moderatorin
- Franke, Christian (1891–1972), deutscher Unternehmer und Politiker (NSDAP), MdR
- Franke, Christian (* 1956), deutscher Schlagersänger
- Franke, Christian (* 1983), deutscher Regisseur und Dramaturg
- Franke, Christian Friedrich (1767–1794), deutscher evangelischer Theologe
- Franke, Christian Wilhelm (1765–1818), deutscher Lexikograf, Übersetzer und Rechtsanwalt
- Franke, Christiane (* 1963), deutsche Schriftstellerin
- Franke, Christoph (* 1944), deutscher Fußballspieler und -trainerChristoph Franke (* 1944)

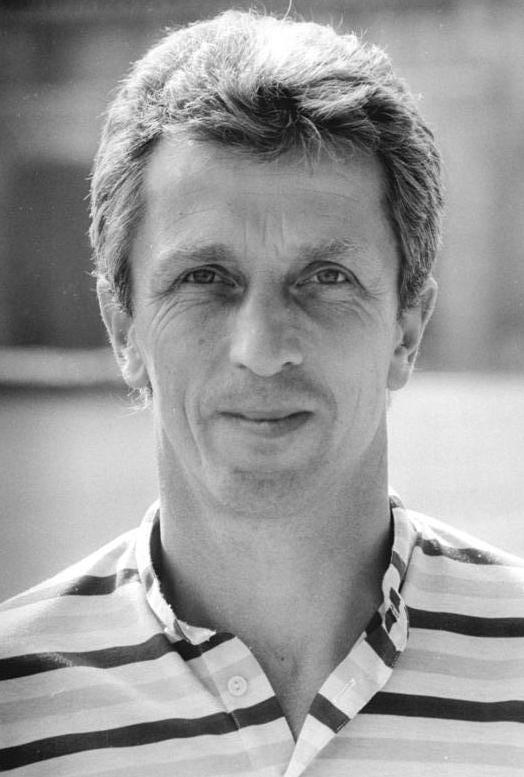
Christoph Franke (* 1944)

- Franke, Christopher (* 1953), deutscher Musiker, Pionier der Elektronischen Musik
- Franke, Curt W. (1916–1987), deutscher Schauspieler und Hörspielsprecher
- Franke, David (* 1980), deutscher Organist
- Franke, Denis (* 1969), deutscher Leichtathlet
- Franke, Detlef (1952–2007), deutscher Ägyptologe
- Franke, Detlef (* 1958), deutscher Eishockeytorwart
- Franke, Dieter (1934–1982), deutscher Schauspieler
- Franke, Dietmar (1938–2007), deutscher Politiker (CDU), MdL
- Franke, Dietrich (1943–2012), deutscher Jurist, Richter am Bundesverwaltungsgericht (1995–2008)
- Franke, Dominik (* 1990), deutscher Schwimmsportler
- Franke, Dominik (* 1998), deutscher Fußballspieler
- Franke, Dörte (* 1974), deutsche Autorin und Dokumentarfilmerin
- Franke, Eberhard (1929–2011), deutscher Bauingenieur für Grundbau und Bodenmechanik
- Franke, Edgar (* 1960), deutscher Politiker (SPD), MdB
- Franke, Edith (1942–2024), deutsche Politikerin (PDS, Die Linke), MdL
- Franke, Edith (* 1960), deutsche Religionswissenschaftlerin
- Franke, Eduard (1815–1894), deutscher Lehrer, Pfarrer und Dichter
- Franke, Egon (1913–1995), deutscher Politiker (SPD), MdL, MdBEgon Franke (1913–1995)

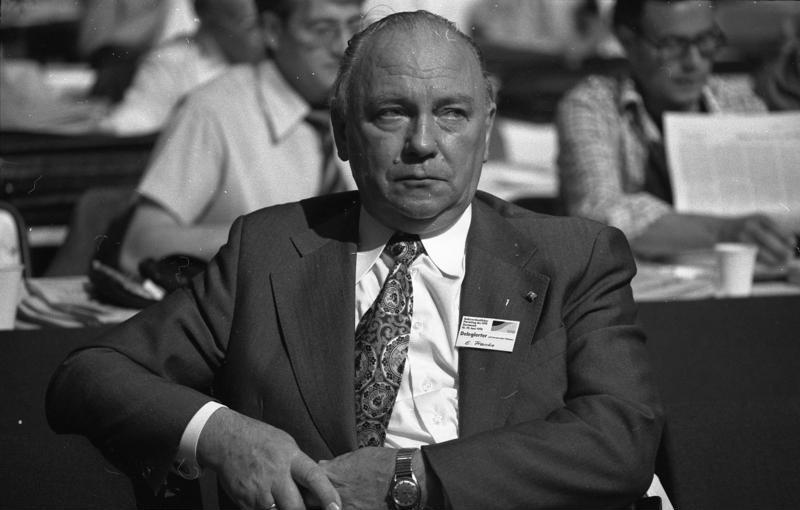
Egon Franke (1913–1995)

- Franke, Egon (1935–2022), polnischer Florettfechter
- Franke, Elisabeth (1886–1931), deutsche Schriftstellerin
- Franke, Elk (* 1942), deutscher Sportwissenschaftler und Hochschullehrer
- Franke, Emil (1880–1945), deutscher Politiker (DNVP), ehemaliger Bezirksbürgermeister von Berlin-Wilmersdorf
- Franke, Emil (1880–1939), tschechoslowakischer Jurist, Politiker und mehrmaliger Minister
- Franke, Eric (* 1989), deutscher Bobsportler und Leichtathlet
- Franke, Erich (1908–1986), deutscher Politiker und Heimatforscher
- Franke, Erich (1911–2008), deutscher Maler und Bühnenbildner
- Franke, Erich (* 1944), deutscher Zeichner, Grafiker und Maler
- Franke, Erika (* 1954), deutsche Militärärztin
- Franke, Ernst (1856–1925), deutscher Augenarzt
- Franke, Ernst (1875–1948), deutscher Mediziner und Professor für Chirurgie
- Franke, Ernst (1892–1940), deutscher Politiker (KPD), Mitglied der Hamburgischen Bürgerschaft
- Franke, Ernst Ludwig (1886–1948), österreichischer Maler, Plakatkünstler und Werbegraphiker
- Franke, Fabian (* 1988), deutscher Basketballspieler
- Franke, Fabian (* 1989), deutscher Fußballspieler
- Franke, Florian (* 1987), deutscher Sänger und Komponist
- Franke, Franziska (* 1955), deutsche Schriftstellerin
- Franke, Friedrich Wilhelm (1862–1932), deutscher Organist
- Franke, Fritz, deutscher Fußballspieler
- Franke, Fritz (1921–1986), österreichischer Politiker (FPÖ), Landtagsabgeordneter von Vorarlberg
- Franke, Georg (1947–2024), deutscher Intendant
- Franke, Gerhard (1920–1984), deutscher Oberst im Ministerium für Staatssicherheit (MfS) der DDR
- Franke, Gerhard (1926–2002), deutscher Maler
- Franke, Gerhard (1933–1997), deutscher Fußballspieler
- Franke, Gotthard (1912–1975), deutscher Politiker (GB/BHE, GDP, FDP)
- Franke, Günter (1935–2011), deutscher Architekt
- Franke, Günther (1900–1976), deutscher Galerist, Kunsthändler und Kunstsammler
- Franke, Guntram (* 1968), deutscher Kameramann
- Franke, Gustav (* 1864), deutscher Jurist und Ministerialbeamter
- Franke, Gustav H. (1888–1953), US-amerikanischer Offizier, Generalmajor der US Army
- Franke, Hanny (1890–1973), deutscher Landschaftsmaler
- Franke, Hans (1882–1971), deutscher Komponist und Dirigent
- Franke, Hans (1893–1964), deutscher Autor
- Franke, Hans Martin (1931–2020), deutscher Diplom-Ingenieur, Honorarprofessor der TU München sowie Industriemanager und Unternehmensberater
- Franke, Hans Michael (1963–2014), deutscher Bildhauer
- Franke, Hans-Joachim (* 1939), deutscher Politiker (CDU), MdL
- Franke, Harry (1925–1981), deutscher Grafiker
- Franke, Hazel (* 1991), deutsche Schauspielerin
- Franke, Heike (* 1965), deutsche Badmintonspielerin
- Franke, Heike (* 1966), deutsche Schriftstellerin
- Franke, Heinrich (1887–1966), deutscher Physiker und Politiker (SPD), MdL
- Franke, Heinrich (1928–2004), deutscher Politiker (CDU), MdL, MdB, Präsident der Bundesanstalt für Arbeit
- Franke, Heinrich Ernst (1852–1915), sächsischer Generalleutnant
- Franke, Heinz (1903–1995), deutscher Journalist und NS-Propagandist
- Franke, Heinz (* 1928), deutscher Fußballtorhüter
- Franke, Henning (* 1953), deutscher Fußballtorwart
- Franke, Herbert (1914–2011), deutscher Sinologe
- Franke, Herbert W. (1927–2022), österreichischer Wissenschaftler (Physiker), Sachbuchautor und Science-Fiction-SchriftstellerHerbert W. Franke (1927–2022)

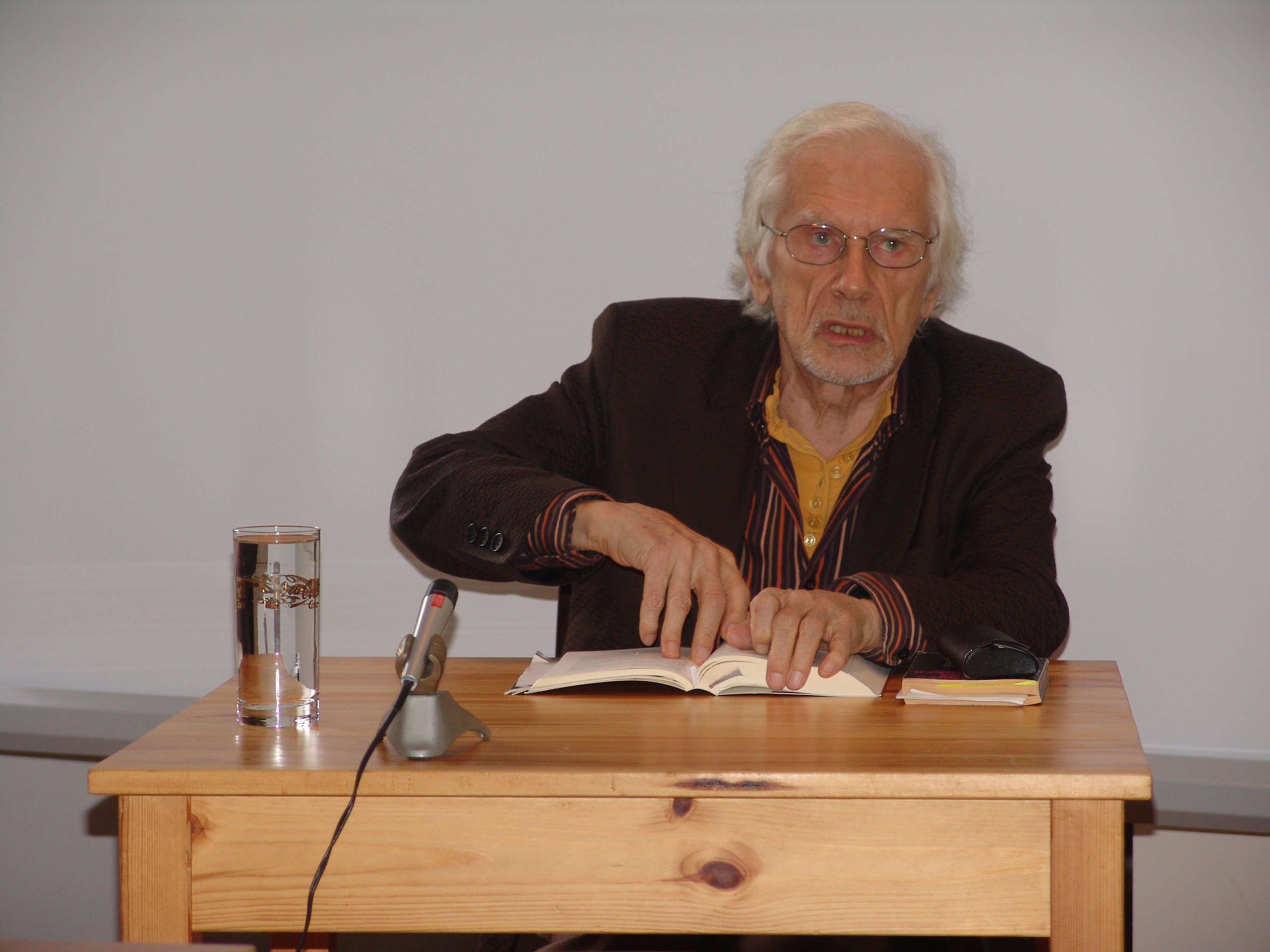
Herbert W. Franke (1927–2022)

- Franke, Herman (1948–2010), niederländischer Schriftsteller, Hochschullehrer und Kriminologe
- Franke, Hermann (1834–1919), deutscher Kantor
- Franke, Hermann (1847–1932), deutscher Geologe
- Franke, Hermann (1870–1925), deutscher Ingenieur und Hochschullehrer
- Franke, Hermann (1911–1991), deutscher Chirurg
- Franke, Holger (* 1942), deutscher Schauspieler, Autor und Regisseur
- Franke, Holger (* 1955), deutscher Schauspieler
- Franke, Horst, deutscher Fußballspieler
- Franke, Horst (1929–2006), deutscher Fußballspieler
- Franke, Horst (1930–2019), deutscher Volkswirt, Vereinsvorsitzender und Bürgerrechtler
- Franke, Horst (* 1949), deutscher Jurist
- Franke, Horst Werner (1932–2004), deutscher Politiker (SPD), MdBB, Senator für Wissenschaft und Bildung (Bremen)
- Franke, Hugo (* 1903), deutscher Ingenieur und Mitglied der Volkskammer der DDR
- Franke, Ingeborg (1935–2023), deutsche Juristin, Vizepräsidentin des Bundesverwaltungsgerichts
- Franke, Jens (* 1964), deutscher Mathematiker
- Franke, Joachim (1905–1942), deutscher Ingenieur und Widerstandskämpfer
- Franke, Joachim (1926–2013), deutscher Psychologe und Hochschullehrer
- Franke, Joachim (1940–2024), deutscher Eishockeyspieler und -trainer sowie Eisschnelllauftrainer
- Franke, Johannes (1545–1617), deutscher Arzt und Botaniker
- Franke, Johannes (1848–1918), deutscher Bibliothekar
- Franke, Johannes (* 1983), deutscher Schauspieler
- Franke, Jörg (* 1941), deutscher Manager, Vorstandsvorsitzender der Deutschen Terminbörse (1993–2005)
- Franke, Jörg (* 1964), deutscher Ingenieurwissenschaftler, Hochschullehrer in Erlangen
- Franke, Josef (1876–1944), deutscher Architekt
- Franke, Jürgen (1936–2009), deutscher Volkswirt und Hochschullehrer an der TU Berlin
- Franke, Jürgen (* 1952), deutscher Mathematiker, Professor für Mathematik, Autor des Spiels Midgard
- Franke, Jürgen (* 1953), deutscher Handballspieler und -trainer
- Franke, Karl (1894–1952), deutscher Typograf
- Franke, Karl-Heinz (1916–2006), deutscher Maler und Bildhauer
- Franke, Karl-Heinz (1922–1994), deutscher Offizier, zuletzt Generalmajor der Bundeswehr
- Franke, Katharina (* 1977), deutsche Physikerin
- Franke, Käthe (1923–2012), deutsche Kommunalpolitikerin
- Franke, Klara (1911–1995), deutsche Lokal-Aktivistin in Berlin
- Franke, Klaus (1923–2017), deutscher Politiker (CDU), Senator für Bau- und Wohnungswesen in Berlin, MdA
- Franke, Klaus (* 1941), deutscher Handballspieler und -trainer
- Franke, Klaus (* 1948), deutscher Fußballspieler
- Franke, Kurt F. K. (1929–2005), deutscher Geschichtsdidaktiker
- Franke, Lothar, deutscher Tischtennisspieler
- Franke, Ludwig Gottlieb Friedrich (1805–1871), deutscher Altphilologe und Gymnasiallehrer
- Franke, Lutz (* 1957), deutscher Weitspringer
- Franke, Lutz (* 1960), deutscher Politiker (FDP), MdL
- Franke, Manfred (1930–2020), deutscher Schriftsteller
- Franke, Marcel (* 1993), deutscher FußballspielerMarcel Franke (* 1993)

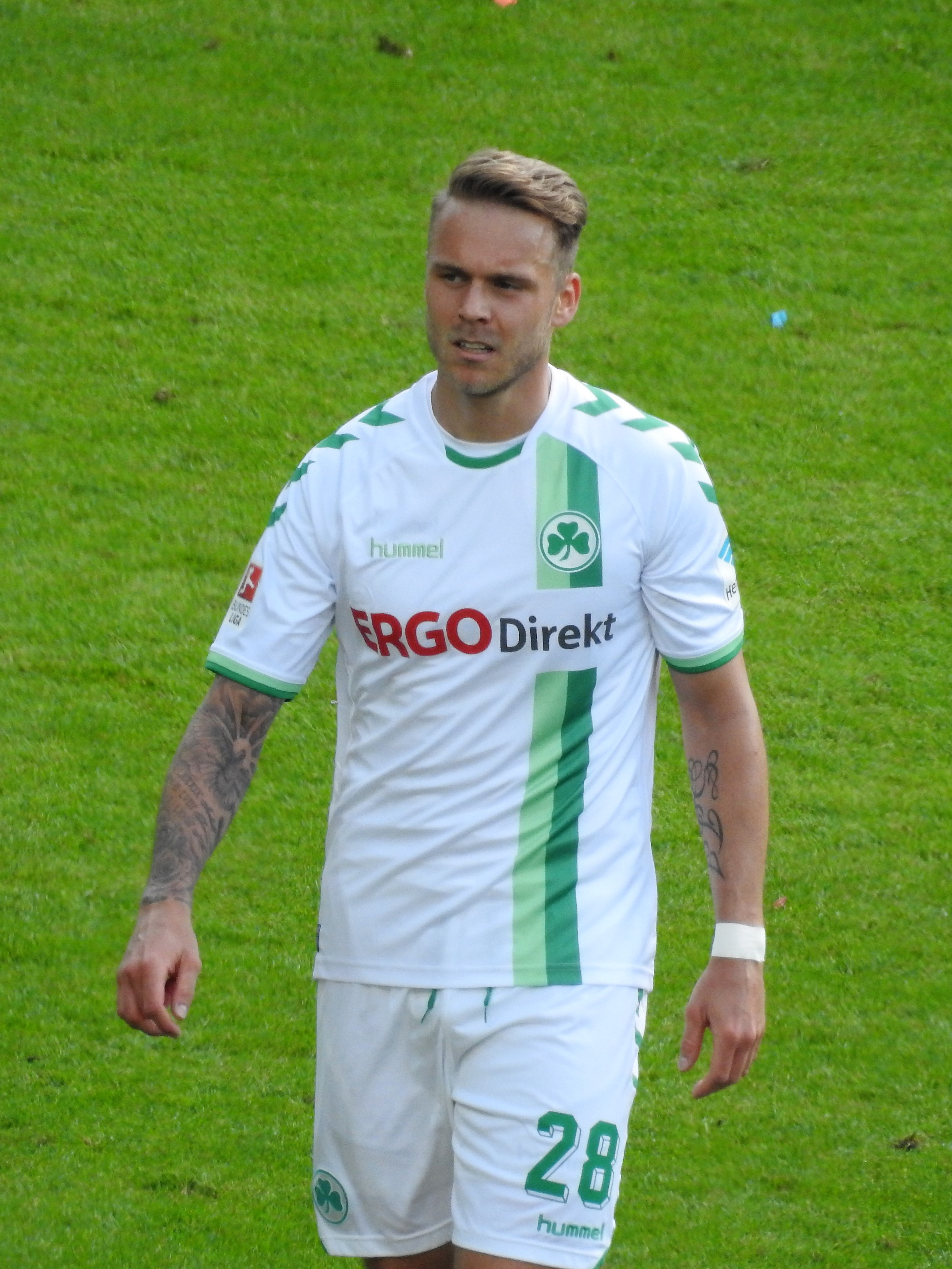
Marcel Franke (* 1993)

- Franke, Margarete (1909–2011), deutsche Innenarchitektin und Künstlerin
- Franke, Maria (* 1991), deutsche Endurosportlerin
- Franke, Marianne (1952–2007), deutsche Hochschullehrerin für Didaktik der Mathematik in der Grundschule
- Franke, Markus (* 1978), deutscher Ministerialbeamter
- Franke, Marlis A. (* 1950), deutsche Lyrikerin und Hörspielautorin
- Franke, Marten (* 1995), deutscher Handball- und Beachhandballspieler
- Franke, Martin (1913–1985), deutscher Politiker (SED), stellvertretender Minister für Post- und Fernmeldewesen der DDR
- Franke, Max, deutscher Fußballspieler
- Franke, Maximilian (* 2002), deutscher Fußballspieler
- Franke, Melanie (* 1974), deutsche Kunsthistorikerin
- Franke, Michael (* 1946), deutscher Bildhauer
- Franke, Mick (1955–2001), deutscher Musiker und Musikproduzent
- Franke, Nico (* 1999), deutscher Crossminton (früher Speed-Badminton)-Spieler
- Franke, Nikola (* 1989), deutscher Handballspieler
- Franke, Nikolaus (* 1966), deutscher Betriebswirt und Hochschullehrer
- Franke, Nils M. (* 1971), deutscher Umwelt- und Naturschutzhistoriker
- Franke, Nina (* 2002), niederländische Sprinterin
- Franke, Otto (1863–1946), deutscher Sinologe
- Franke, Otto (1877–1953), deutscher Politiker
- Franke, Otto (1883–1935), deutscher Turner und Steinstoßer
- Franke, Patrick (* 1967), deutscher Islamwissenschaftler
- Franke, Paul (1881–1984), deutscher Verleger
- Franke, Paul (1888–1950), deutscher Eiskunstläufer
- Franke, Paul (1888–1950), deutscher Unternehmer; Mitgründer von Rollei
- Franke, Paul (1892–1961), deutscher Politiker (NSDAP), MdR, MdL
- Franke, Paul (1904–1985), deutscher Verwaltungsangestellter und Landtagsdirektor
- Franke, Paul-Gerhard (1918–1996), deutscher Wasserbauingenieur und Hochschullehrer
- Franke, Peter (* 1941), deutscher SchauspielerPeter Franke (* 1941)

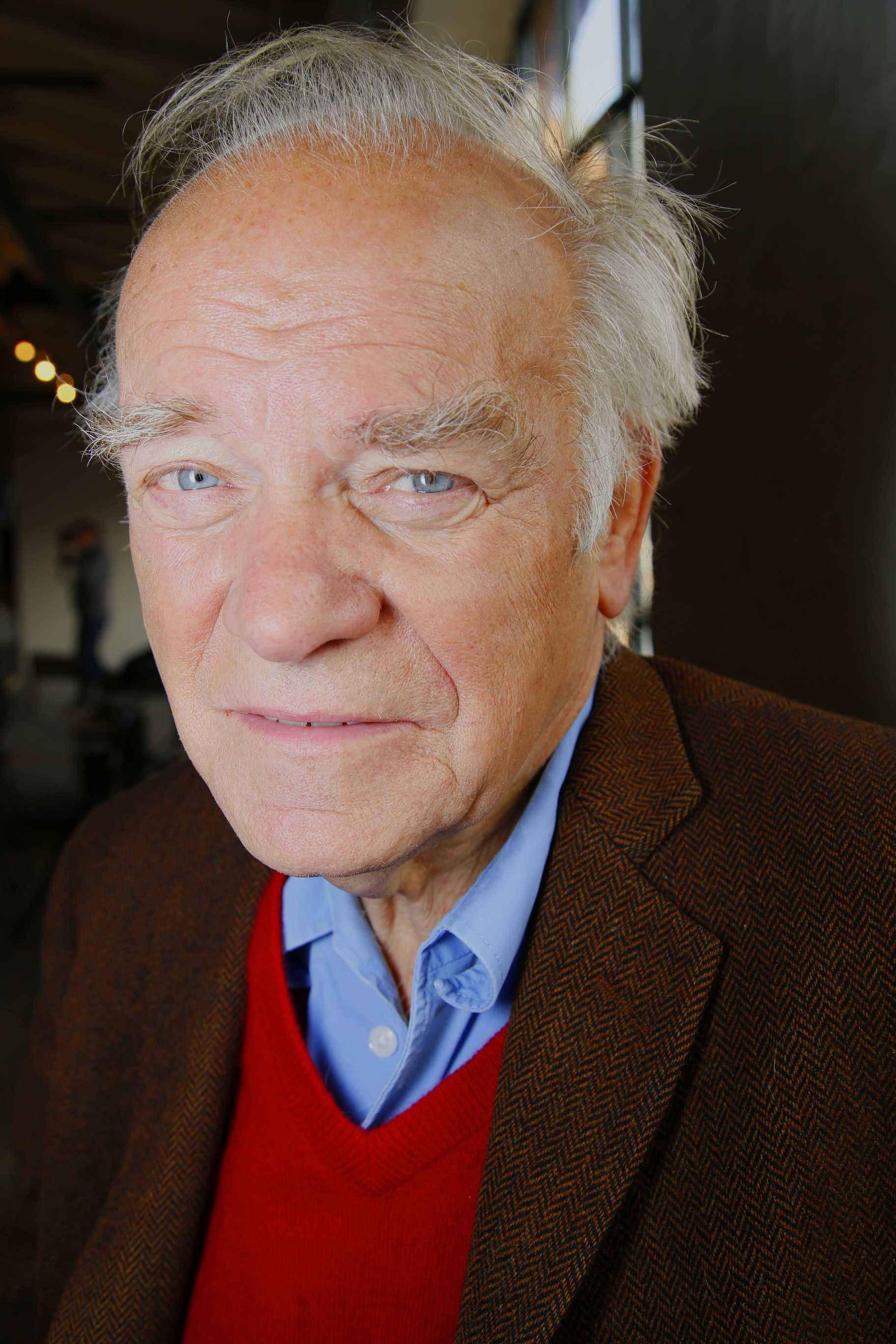
Peter Franke (* 1941)

- Franke, Peter (* 1944), deutscher Politiker (DSU), MdV
- Franke, Peter (* 1954), deutscher Jurist, Vizepräsident der Bundesnetzagentur
- Franke, Peter Robert (1926–2018), deutscher Althistoriker und Numismatiker
- Franke, Rainer (* 1953), deutscher Psychologe und Heilpraktiker
- Franke, Rainer (* 1954), deutscher Architekt und Rektor der HFT Stuttgart
- Franke, Regina (* 1955), deutsche Heilpraktikerin
- Franke, Renée (1928–2011), deutsche Schlagersängerin und Hörfunkmoderatorin
- Franke, Richard (1832–1905), deutscher Lehrer und Altphilologe
- Franke, Richard (1860–1927), deutscher Politiker (DDP)
- Franke, Richard W. (* 1944), US-amerikanischer Anthropologe
- Franke, Richard Walter (1905–1973), deutscher Archivar an der Universität Leipzig
- Franke, Robert (1886–1948), deutscher Publizist und Messeveranstalter in Danzig
- Franke, Rolf (1919–1997), deutscher Unternehmer und Politiker (SPD), MdL, MdBB
- Franke, Rolf (* 1967), niederländischer Basketballspieler
- Franke, Ruby (* 1982), amerikanische Familien-Vloggerin
- Franke, Rudolf (1870–1962), deutscher Ingenieur
- Franke, Rudolf (1925–2002), deutscher Grafiker und Kunstsammler
- Franke, Rudolf Otto (1862–1928), deutscher Indologe
- Franke, Sarah (* 1985), deutsche Schauspielerin und Hörspielsprecherin
- Franke, Siegfried (* 1942), deutscher Chirurg und Hochschullehrer
- Franke, Siegfried F. (* 1942), deutscher Ökonom
- Franke, Stefan (* 1946), deutscher Jurist und Politiker
- Franke, Stéphane (1964–2011), deutscher Leichtathlet, Sport-Kommentator und Buchautor
- Franke, Susanne, deutsche Moderatorin
- Franke, Thomas (* 1954), deutscher Grafiker und Schauspieler
- Franke, Thomas (* 1957), deutscher Althistoriker
- Franke, Thomas (* 1967), deutscher Autor, Journalist und Produzent
- Franke, Thomas, deutscher Opernsänger (Bassbariton), Konzertsänger und Designer
- Franke, Thomas (* 1988), deutscher Fußballspieler
- Franke, Traugott Samuel (1804–1863), deutscher Mathematiker und Hochschullehrer
- Franke, Ulrich (* 1957), deutscher Jurist, Richter am Bundesgerichtshof
- Franke, Ulrike (* 1987), deutsche Politikwissenschaftlerin mit Schwerpunkt Sicherheitspolitik und PodcasterinUlrike Franke (* 1987)

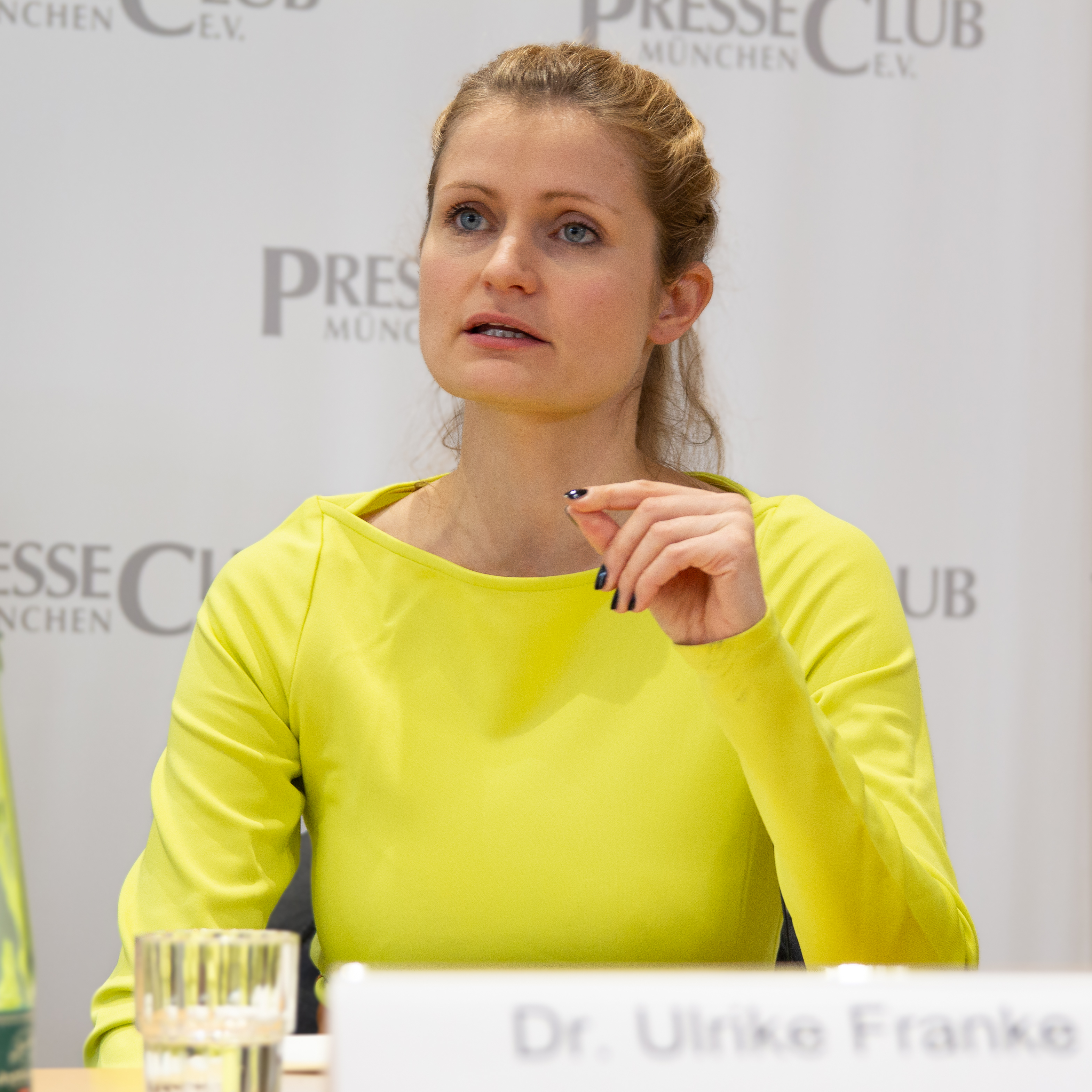
Ulrike Franke (* 1987)

- Franke, Uwe (* 1949), deutscher Manager
- Franke, Uwe (* 1950), deutscher Fernsehfilmproduzent
- Franke, Victor (1866–1936), deutscher Generalmajor sowie letzter Kommandeur der Kaiserlichen Schutztruppe in Deutsch-Südwestafrika
- Franke, Volker (* 1945), deutscher Fußballspieler
- Franke, Walter (1834–1903), deutscher Mediziner
- Franke, Walter (1911–1981), deutscher Politiker (SPD), Mitglied der Stadtverordnetenversammlung von Groß-Berlin
- Franke, Walter (1926–2015), deutscher Jurist und Politiker (SPD), MdBB, Bremer Bürgermeister und Senator
- Franke, Walter (* 1931), deutscher Fußballspieler
- Franke, Werner (1919–1990), deutscher Politiker (CDU der DDR)
- Franke, Werner (1940–2022), deutscher Biologe und Dopinggegner
- Franke, Wilhelm (1891–1945), sozialdemokratischer Stadtverordneter und Antifaschist
- Franke, Wilhelm (1893–1959), deutscher Politiker (CDU, SPD), MdL
- Franke, Wilhelm (1901–1979), österreichischer Lehrer und Schriftsteller
- Franke, Willi (* 1952), deutscher Fußballspieler
- Franke, William (* 1956), US-amerikanischer Literaturwissenschaftler
- Franke, William B. (1894–1979), US-amerikanischer Politiker
- Franke, Wolfgang (1908–1982), deutscher Künstler
- Franke, Wolfgang (1912–2007), deutscher Sinologe
- Franke, Wolfgang (1921–2001), deutscher Botaniker
- Franke, Wolfgang (* 1947), deutscher Geologe
- Franke, Wolfgang (1954–2006), deutscher Fußballspieler
- Franke, Yannick (* 1996), niederländischer Basketballspieler
- Franke-Dressler, Irmgard (* 1946), deutsche Politikerin (Die Grünen)
- Franke-Gneuß, Kerstin (* 1959), deutsche Malerin und Grafikerin
- Franke-Gricksch, Alfred (1906–1952), deutscher Politiker (NSDAP), SS-Führer
- Franke-Langmach, Christian (* 1992), deutscher Politiker (Bündnis 90/Die Grünen)
- Franke-Oehl, Ilse (1881–1938), deutsche Schriftstellerin
- Franke-Schievelbein, Gertrud (1851–1914), deutsche Malerin und Schriftstellerin

#### Frankee
- Frankee (* 1983), US-amerikanische R&B-Sängerin

#### Frankel
- Fränkel, Bärmann († 1708), Landesrabbiner des Markgraftum Ansbach
- Frankel, Benjamin (1906–1973), englischer Komponist
- Fränkel, Bernhard (1836–1911), deutscher HNO-Arzt und Hochschullehrer
- Frankel, Bethenny (* 1970), US-amerikanische TV-Persönlichkeit, Autorin und UnternehmerinBethenny Frankel (* 1970)

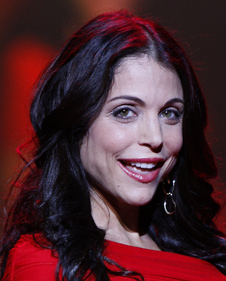
Bethenny Frankel (* 1970)

- Fränkel, Charlotte (1880–1933), deutsche Klassische Archäologin
- Fränkel, Clemens (1872–1944), deutscher Landschaftsmaler
- Frankel, Cyril (1921–2017), britischer Film-, Fernseh- und Theaterregisseur
- Fränkel, Daniel (1821–1890), deutscher Rabbiner
- Frankel, Daniel (1900–1988), britischer Politiker
- Frankel, Danny, US-amerikanischer Fusion- und Rockmusiker (Schlagzeug, Perkussion)
- Frankel, David (* 1959), US-amerikanischer Filmregisseur, Filmproduzent und DrehbuchautorDavid Frankel (* 1959)

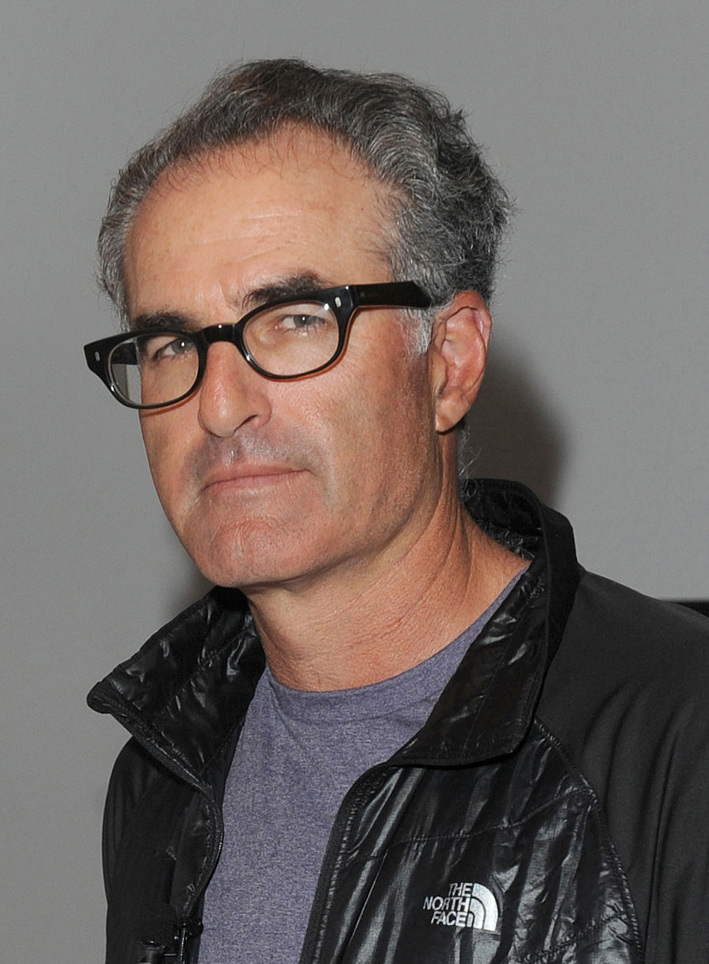
David Frankel (* 1959)

- Fränkel, David ben Mose (1779–1865), deutscher Publizist
- Fränkel, Elkan (1654–1720), Fürther und Ansbacher Hoffaktor
- Frankel, Fabien (* 1994), britisch-französischer Schauspieler
- Fränkel, Fritz (1892–1944), deutscher Suchtmediziner und Neurologe
- Fränkel, Gabriel († 1710), Fürther Hoffaktor
- Frankel, Godfrey (1912–1995), US-amerikanischer Fotograf
- Fränkel, Gustav (1871–1944), deutscher Kaufmann und Textil-Unternehmer
- Fränkel, Hans-Joachim (1909–1996), deutscher evangelischer Bischof
- Fränkel, Harry (1911–1970), deutscher Maler und Grafiker
- Fränkel, Hermann (1888–1977), deutschamerikanischer Altphilologe
- Fränkel, Jacob (1808–1887), deutschstämmiger Chasan und Rabbiner, erster Militärrabbiner der USA
- Fränkel, Jakob Koppel (1600–1670), Privatbankier in Wien
- Frankel, Jeffrey (* 1952), US-amerikanischer Wirtschaftswissenschaftler und Hochschullehrer
- Fränkel, Jonas (1879–1965), Schweizer Hochschullehrer und Autor
- Fränkel, Josef (1920–1994), deutscher Ingenieur und Vorsitzender der Jüdischen Gemeinde Darmstadt
- Fränkel, Joseph (1828–1906), deutscher Baumeister
- Fränkel, Jury (1899–1971), deutscher Rauchwarenhändler und Kosmopolit
- Frankel, Justin (* 1978), US-amerikanischer Informatiker
- Frankel, Leó (1844–1896), sozialdemokratischer Journalist, Mitglied der Pariser Kommune 1871 und korrespondierender Sekretär für Österreich-Ungarn der Internationalen Arbeiterassoziation
- Frankel, Lois (* 1948), US-amerikanische Politikerin der Demokratischen ParteiLois Frankel (* 1948)

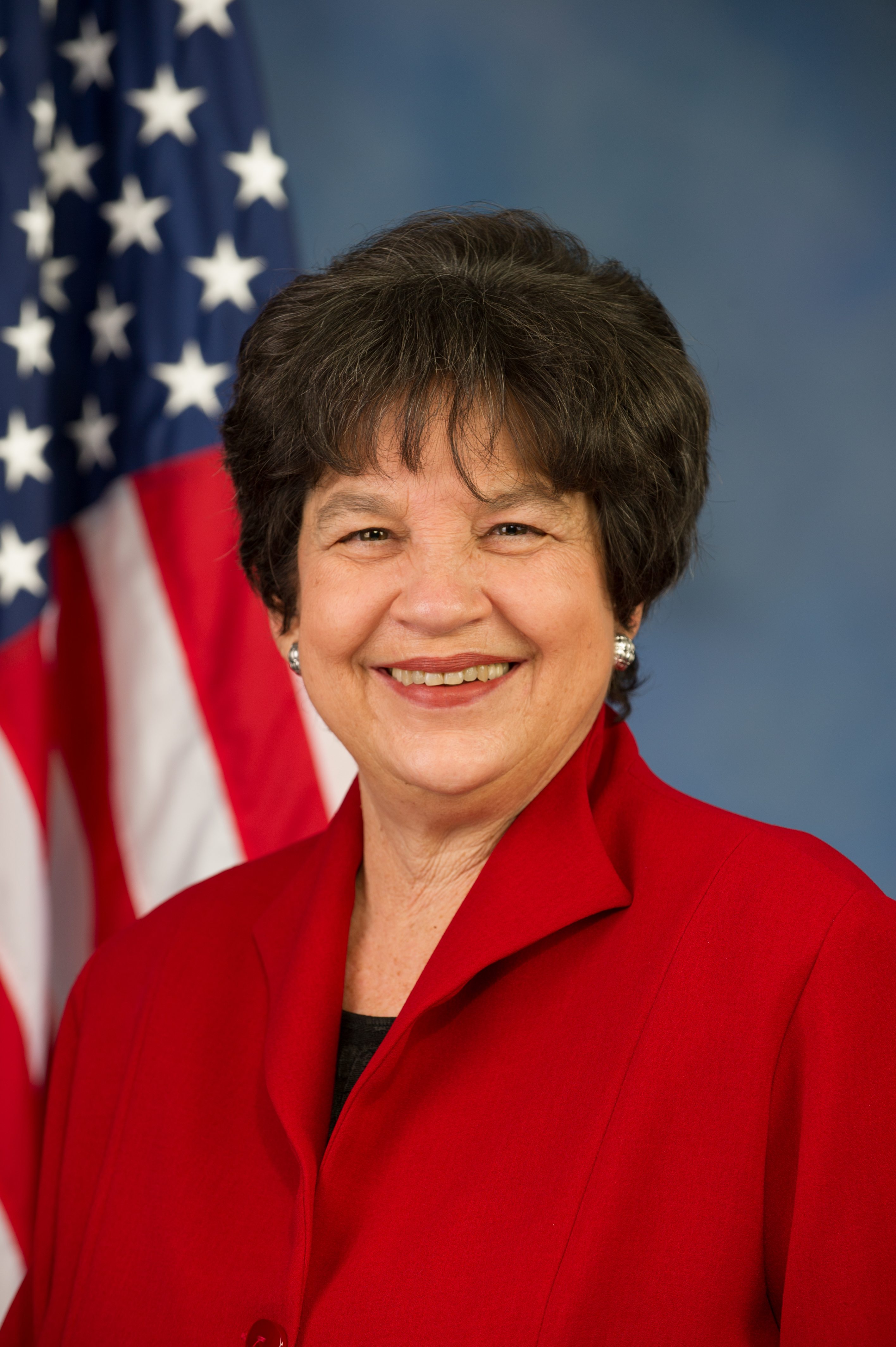
Lois Frankel (* 1948)

- Fränkel, Ludwig (1868–1925), deutscher Autor, Literaturhistoriker und Lehrer
- Frankel, Mark (1962–1996), britischer Film- und Theaterschauspieler
- Fränkel, Max (1846–1903), deutscher Klassischer Philologe, Epigraphiker und Bibliothekar
- Frankel, Max (1930–2025), US-amerikanischer Journalist deutscher Herkunft
- Fränkel, Mose ben Abraham (1739–1812), deutscher Rabbiner
- Frankel, Naomi (1918–2009), israelische Schriftstellerin
- Fränkel, Purrel (* 1976), niederländischer Fußballspieler
- Fränkel, Ritula (1952–2015), deutsche bildende Künstlerin
- Fränkel, Rolf (1908–2001), deutscher Kieferorthopäde, Erfinder des Funktionsreglers
- Fränkel, Rudolf (1901–1974), deutscher Architekt und Hochschullehrer
- Frankel, Stan (1919–1978), US-amerikanischer Physiker und Informatiker
- Fränkel, Wilhelm (1841–1895), deutscher Bauingenieur und Wissenschaftler
- Fränkel, Wilhelm (* 1874), deutscher Architekt
- Frankel, William (1917–2008), britischer Anwalt, Richter und Journalist
- Fränkel, Wolfgang (1905–2010), deutscher Jurist
- Fränkel, Wolfgang Bernhard (1795–1851), deutscher Arzt und Autor
- Frankel, Zacharias (1801–1875), deutscher Rabbiner
- Frankello, Remo (* 1989), deutscher Solo-Trompeter und Artist

#### Frankem
- Frankemölle, Hubert (* 1939), deutscher katholischer Theologe

#### Franken
- Franken, Aaron (* 1976), arubanischer Poolbillardspieler
- Franken, Al (* 1951), amerikanischer Autor, Komiker, Radiomoderator und PolitikerAl Franken (* 1951)

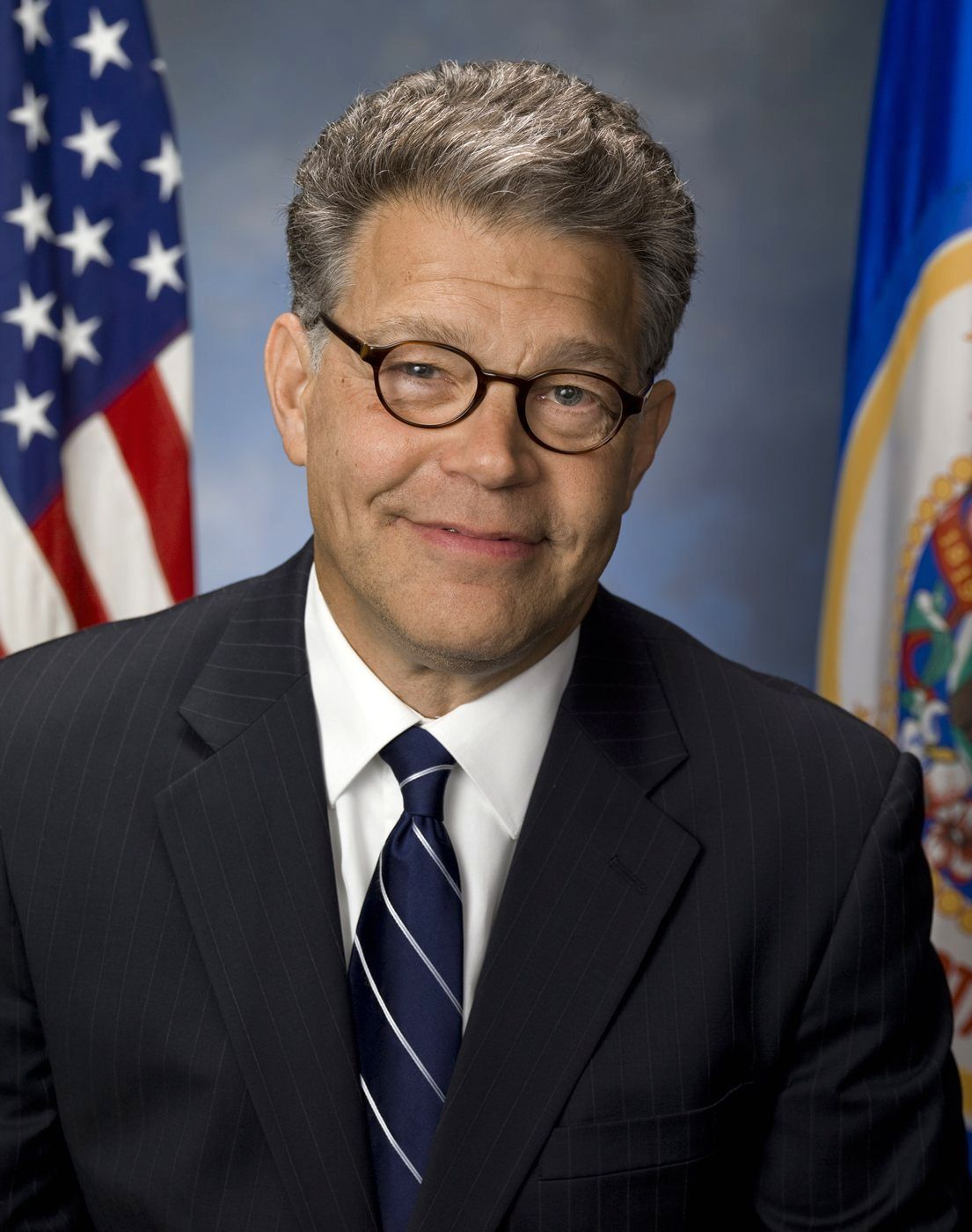
Al Franken (* 1951)

- Franken, Alex (1847–1896), deutscher Rechtswissenschaftler
- Franken, Andrea (* 1962), deutsche Politikerin (GAL, Die Linke), MdHB
- Franken, Anita (1957–2017), niederländische Bildhauerin
- Franken, Anne (1890–1958), deutsche Pädagogin und Politikerin (CDU), MdL
- Franken, Anthony (* 1965), australischer Fußballtorhüter und -trainer
- Franken, Anton (1879–1937), deutscher Architekt, tätig in Köln
- Franken, Benignus (1902–1943), deutscher römisch-katholischer Ordensmann, Missionar und Märtyrer
- Franken, Björn (* 1979), deutscher Politiker (CDU), MdL
- Franken, Christoph (* 1978), deutscher Bühnen-, Film- und Fernseh-Schauspieler
- Fränken, Fritz (1897–1976), deutscher Politiker (KPD)
- Franken, Gary Anthony (* 1962), kanadischer römisch-katholischer Geistlicher, Bischof von Saint Paul in Alberta
- Franken, Gitta (* 1959), deutsche Autorin und Liedermacherin
- Franken, Hermann (1846–1931), deutscher Unternehmer und Politiker (NLP), MdR
- Franken, Irene (* 1952), deutsche Historikerin und Publizistin
- Franken, Joseph Paul (1900–1980), deutscher Jurist, Verwaltungsbeamter und Politiker (CDU)
- Franken, Klaus (* 1943), deutscher Bibliothekar, Rechtswissenschaftler und Historiker
- Franken, Marianne (1884–1945), niederländische Malerin
- Franken, Norbert (* 1961), deutscher Klassischer Archäologe
- Franken, Paul (1894–1944), deutscher sozialistischer Politiker, MdL, Stalinismus-Opfer
- Franken, Paul (1903–1984), deutscher Historiker und erster Direktor der Bundeszentrale für politische Bildung in Bonn
- Franken, Paul von (1818–1884), deutscher Landschafts- und Genremaler
- Franken, Peter (1928–1999), US-amerikanischer Physiker
- Franken, Peter (1937–1989), deutscher Mathematiker
- Franken, Rob (1941–1983), niederländischer Jazzpianist, Keyboarder und Organist
- Franken, Rose (1895–1988), US-amerikanische Autorin von Romanen, Theaterstücken und Drehbüchern
- Franken, Silke, deutsche Filmeditorin und Sounddesignerin
- Franken, Steve (1932–2012), US-amerikanischer SchauspielerSteve Franken (1932–2012)

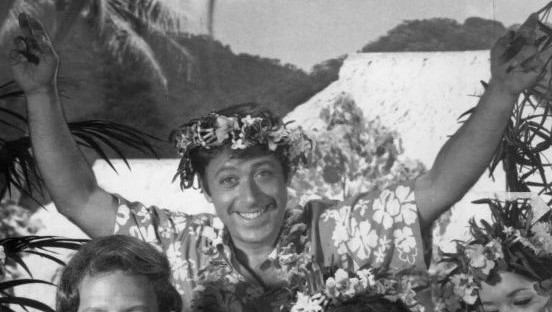
Steve Franken (1932–2012)

- Franken, Stijn (* 1967), niederländischer Rechtswissenschaftler und Hochschullehrer
- Franken, Tessa (* 1966), deutsche Basketballspielerin
- Franken, Theodor (1811–1876), deutscher Genremaler der Düsseldorfer Schule
- Franken, Udo (* 1951), deutscher Sonderschullehrer und Autor
- Franken, Wolfgang (* 1948), deutscher Künstler
- Franken-Siersdorf, Ferdinand Eugen von (1714–1781), Priester und Domherr in Köln
- Franken-Siersdorf, Franz Kaspar von (1683–1770), deutscher römisch-katholischer Geistlicher, Weihbischof in Köln
- Franken-Siersdorf, Johann Andreas von (1696–1754), deutscher Geistlicher und Generalvikar des Erzbischofs von Köln
- Franken-Siersdorf, Johann Theodor von (1720–1779), letzter Apostolischer Vikar von Ober- und Niedersachsen
- Franken-Siersdorf, Peter Gerwin von (1702–1763), Generalvikar in Köln
- Frankena, William K. (1908–1994), US-amerikanischer Philosoph und Hochschullehrer
- Frankenbach, Carl Jakob (1861–1937), deutscher Maler
- Frankenbach, Friedrich (1884–1942), deutscher Verwaltungsjurist und Ministerialbeamter
- Frankenbach, Johannes (* 1982), deutscher Koch
- Frankenbach, Oliver (* 1967), deutscher Betriebswirt und Fußballfunktionär
- Frankenbach, Thomas (* 1973), deutscher Gesundheitswissenschaftler, Bewegungstrainer und Autor
- Frankenberg und Ludwigsdorf, Adalbert von (1833–1900), preußischer Generalleutnant
- Frankenberg und Ludwigsdorf, Alexander von (1855–1921), preußischer Generalleutnant
- Frankenberg und Ludwigsdorf, Christian Moritz Alexander von (1732–1794), preußischer Generalmajor und Chef des Husarenregiments Nr. 11
- Frankenberg und Ludwigsdorf, Egbert von (1858–1941), Hoftheaterintendant in Sachsen-Coburg-Gotha und Braunschweig, preußischer Hauptmann, Schriftsteller und Kammerherr in Anhalt
- Frankenberg und Ludwigsdorf, Emil von (1813–1900), preußischer Generalmajor
- Frankenberg und Ludwigsdorf, Friedrich von (1835–1897), preußischer Politiker, MdR
- Frankenberg und Ludwigsdorf, Hans-Heydan von (1869–1946), deutscher Generalmajor
- Frankenberg und Ludwigsdorf, Karl Gottlob Ludwig Sylvius von (1732–1795), preußischer Generalmajor, Chef des Infanterieregiments Nr. 24
- Frankenberg und Ludwigsdorf, Karl Wolfgang von (1730–1791), preußischer Generalmajor, Amtshauptmann in Freienwalde und Neuenhagen, Erbherr von Hirschfelde, Küpper und Droscheyde
- Frankenberg und Ludwigsdorf, Leopold von (1785–1878), preußischer Jurist und Politiker, MdR
- Frankenberg und Ludwigsdorf, Moritz von (1820–1890), preußischer Generalmajor
- Frankenberg und Ludwigsdorf, Robert von (1807–1873), preußischer General der Infanterie
- Frankenberg und Ludwigsdorff, Sylvius Friedrich von (1728–1815), gothaischer Geheimer Rat und Minister
- Frankenberg und Proschlitz, Caspar Ernst von (1685–1753), preußischer Landrat
- Frankenberg und Proschlitz, Egbert von (1841–1898), preußischer Generalleutnant
- Frankenberg und Proschlitz, Egbert von (1909–2000), deutscher NDPD-Funktionär, MdV
- Frankenberg und Proschlitz, Friedrich von (1791–1858), preußischer Generalleutnant
- Frankenberg und Proschlitz, Friedrich Wilhelm von (1691–1751), kursächsischer Generalmajor
- Frankenberg und Proschlitz, Karl von (1746–1819), preußischer Generalmajor, Kommandeur des Infanterieregiments Nr. 30
- Frankenberg und Proschlitz, Oskar von (1856–1932), preußischer Generalmajor
- Frankenberg und Proschlitz, Sylvius Traugott Moritz von (1769–1848), preußischer Landrat
- Frankenberg und Proschlitz, Sylvius von (1732–1795), preußischer Generalmajor, Chef des Dragonerregiments „von Rosenbruch“
- Frankenberg und Proschlitz, Viktor von (1873–1934), preußischer Landvermesser
- Frankenberg und Proschlitz, Werner von (1868–1933), preußischer Generalmajor
- Frankenberg, Adolf (1808–1858), deutscher Pädagoge und Autor, Gründer des ersten Kindergartens in Sachsen
- Frankenberg, Bernhard Frank von (1692–1763), Bibliothekar des Klosters St. Gallen
- Frankenberg, Donald von (* 1951), deutscher Künstler
- Frankenberg, Egbert von (* 1967), deutscher Politiker (CDU), MdHB
- Frankenberg, Emanuela von (* 1961), Schweizer Schauspielerin und Opernsängerin (Sopran)
- Frankenberg, Gerhard von (1892–1969), deutscher Zoologe und Politiker (SPD)
- Frankenberg, Günter (* 1945), deutscher Rechtswissenschaftler
- Frankenberg, Hermann von (1865–1931), deutscher Verwaltungsjurist und Hauptvorsitzender des Harzklubs
- Frankenberg, Joachim Sigmund Sylvius von (1727–1785), preußischer Landrat
- Frankenberg, Johann Heinrich von (1726–1804), Kardinal der römisch-katholischen Kirche
- Frankenberg, Peter (* 1947), deutscher Geograph und Politiker (CDU)
- Frankenberg, Pia (* 1957), deutsche Regisseurin und Buch-AutorinPia Frankenberg (* 1957)

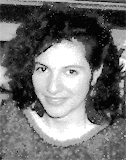
Pia Frankenberg (* 1957)

- Frankenberg, Richard (1902–1988), deutscher Historiker und Mitarbeiter des Reichssicherheitshauptamtes (RSHA)
- Frankenberg, Richard von (1922–1973), deutscher Journalist und Rennfahrer
- Frankenberg, Sylvie von (* 1949), deutsche Autorin
- Frankenberg-Dinkel, Nicole (* 1971), deutsche Mikrobiologin
- Frankenberg-Lüttwitz, Otto von (1829–1905), preußischer General der Kavallerie
- Frankenberger, Andy (* 1973), US-amerikanischer Pokerspieler
- Frankenberger, Bernd (* 1944), deutscher Heimathistoriker und Autor
- Frankenberger, Dieter (1933–1997), deutscher Wirtschaftsingenieur und Hochschullehrer
- Frankenberger, Ferdinand (1870–1956), österreichischer Bauer und Politiker (CSP), Abgeordneter zum Nationalrat
- Frankenberger, Heinrich Friedrich (1824–1885), deutscher Organist, Komponist, Musikschriftsteller Harfenist und Musiklehrer
- Frankenberger, Johann (1807–1874), Porträt-, Tier- und Genremaler sowie Radierer und Lithograf, in Deutschland und Österreich tätig
- Frankenberger, Josef (* 1943), deutscher Geödat und Leiter der Bayerischen Vermessungsverwaltung
- Frankenberger, Julius (1888–1943), deutscher Literaturwissenschaftler, Übersetzer und Hochschullehrer
- Frankenberger, Karolin (* 1976), deutsche Ökonomin
- Frankenberger, Klaus-Dieter (* 1955), deutscher Journalist und Politikwissenschaftler
- Frankenberger, Richard (* 1947), österreichischer Künstler
- Frankenberger, Roland (* 1967), deutscher Zahnmediziner
- Frankenberger, Rudolf (1932–2023), deutscher Bibliothekar
- Frankenberger, Sebastian (* 1981), deutscher Politiker (ÖDP)
- Frankenberger, Uwe (* 1955), deutscher Politiker (SPD), MdL
- Frankenburger, Max (1860–1943), deutscher Kunsthistoriker
- Frankenburger, Wolf (1827–1889), deutscher Politiker (DFP), MdR
- Frankenfeld, Alfred (1898–1975), deutscher Journalist und Politiker (DDP, FDP), MdHB
- Frankenfeld, Gottfried Justus (1741–1808), deutscher lutherischer Pastor
- Frankenfeld, Johann (1771–1853), deutscher Verwaltungsbeamter und Politiker im Königreich Hannover
- Frankenfeld, Peter (1913–1979), deutscher Schauspieler, Showmaster und SängerPeter Frankenfeld (1913–1979)

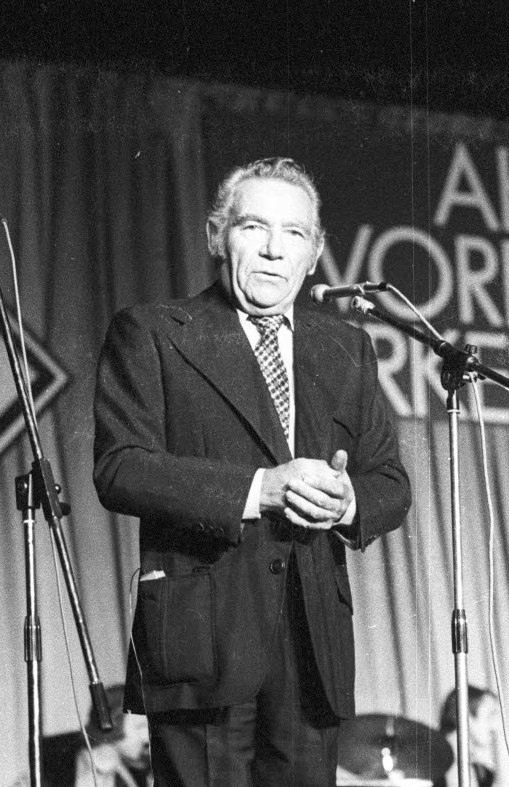
Peter Frankenfeld (1913–1979)

- Frankenfeld, Thomas (* 1951), deutscher Journalist
- Frankenhauser, Herbert (1945–2020), deutscher Politiker (CSU), MdB
- Frankenheim, Moritz Ludwig (1801–1869), deutscher Physiker, Geograph und Kristallograph
- Frankenheimer, John (1930–2002), US-amerikanischer Regisseur und ProduzentJohn Frankenheimer (1930–2002)

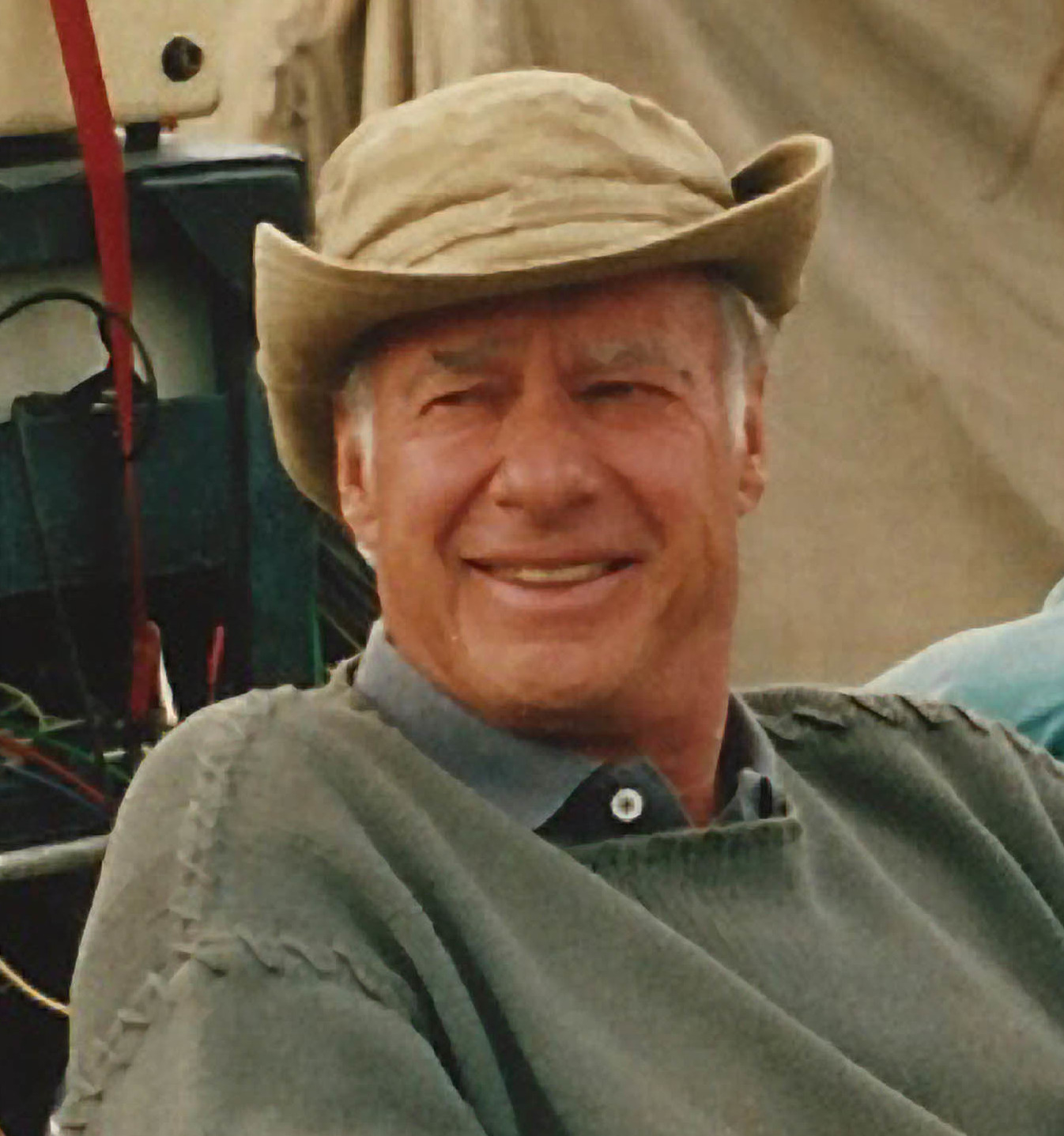
John Frankenheimer (1930–2002)

- Frankenhout, Christiaan (* 1982), niederländischer Rennfahrer
- Frankenhuijsen, Machiel van (* 1967), niederländischer Mathematiker
- Frankenreiter, Donavon (* 1972), US-amerikanischer Surfer und Musiker
- Frankensima (* 1954), deutscher Entertainer, Autor und Liedermacher
- Frankenstein, Barbara, deutsche Filmredakteurin, Filmproduzentin und Drehbuchautorin
- Frankenstein, Carl (1905–1990), israelischer Sozialpädagoge und Hochschullehrer deutscher Herkunft
- Frankenstein, Carl von (1810–1848), österreichischer Galvaniseur, Journalist, Redakteur und Herausgeber mehrerer Zeitschriften
- Frankenstein, Curt (1922–2009), amerikanischer Zeichner, Maler und Lithograph
- Frankenstein, Eliza (1830–1919), deutschamerikanische Landschaftsmalerin
- Frankenstein, Ernst (1881–1959), deutscher Rechtsgelehrter und Rechtsanwalt
- Frankenstein, George (1825–1911), deutschamerikanischer Landschafts- und Porträtmaler sowie Journalist
- Frankenstein, Godfrey (1820–1873), deutschamerikanischer Landschafts- und Porträtmaler
- Frankenstein, Gustavus (1828–1893), deutschamerikanischer Landschaftsmaler, Mathematiker, Autor und Zeichenlehrer
- Frankenstein, Hans (* 1895), österreichischer Fußballspieler und -schiedsrichter (1926–1938)
- Frankenstein, Johann Philipp Anton von und zu (1695–1753), Bamberger Fürstbischof
- Frankenstein, Johann Philipp Ludwig Ignaz von (1700–1780), Würzburger Domherr und Präsident des würzburgischen Oberen Rats
- Frankenstein, John (1817–1881), US-amerikanischer Historien-, Porträt-, Genre- und Landschaftsmaler sowie Bildhauer
- Frankenstein, Konrad I. von († 1264), hessischer Adliger
- Frankenstein, Kurt (1877–1937), deutscher Gynäkologe, Geburtshelfer und Chirurg
- Frankenstein, Lili (1889–1942), deutsche Klassische Archäologin und Gymnasiallehrerin
- Frankenstein, Marie (1822–1900), deutschamerikanische Landschafts- und Blumenmalerin, Bildhauerin und Lehrerin
- Frankenstein, Michael (1843–1918), österreichischer Fotograf
- Frankenstein, Rudolf von und zu (1523–1560), Fürstbischof von Speyer (1552–1560)
- Frankenstein, Theo (* 1906), deutscher Radsportler
- Frankenstein, Walter (1924–2025), deutschstämmiger schwedischer Ingenieur und Überlebender des Holocausts
- Frankenstein, Wolfgang (1918–2010), deutscher Maler, Grafiker und Hochschullehrer
- Frankenthal, Alexander, deutscher Fußballspieler
- Frankenthal, Hans (1926–1999), Überlebender des Holocaust
- Frankenthal, Käte (1889–1976), deutsche Ärztin und Gesundheitspolitikerin
- Frankenthal, Ludwig (1881–1944), deutscher Arzt und Wissenschaftler
- Frankenthaler, Helen (1928–2011), US-amerikanische Malerin

#### Franker
- Franker, Otto (1921–1988), dänischer Musiker (Jazz- und Unterhaltungsmusik) und Songwriter

#### Franket
- Frankétienne (1936–2025), haitianischer Dichter

#### Frankeu
- Frankeur, Paul (1905–1974), französischer Schauspieler

#### Frankew
- Frankewitz, Bruno (1897–1982), deutscher Offizier, zuletzt Generalleutnant im Zweiten Weltkrieg
- Frankewitz, Stefan (1952–2013), deutscher Historiker und Archivleiter

### Frankf
- Frankford, Eduard (* 1997), Taekwondo-Kämpfer aus Österreich
- Frankfort, Eduard (1864–1920), niederländischer Genremaler
- Frankfort, Henri (1897–1954), niederländischer Archäologe, Altorientalist und Ägyptologe
- Frankfurt, Harry (1929–2023), US-amerikanischer PhilosophHarry Frankfurt (1929–2023)

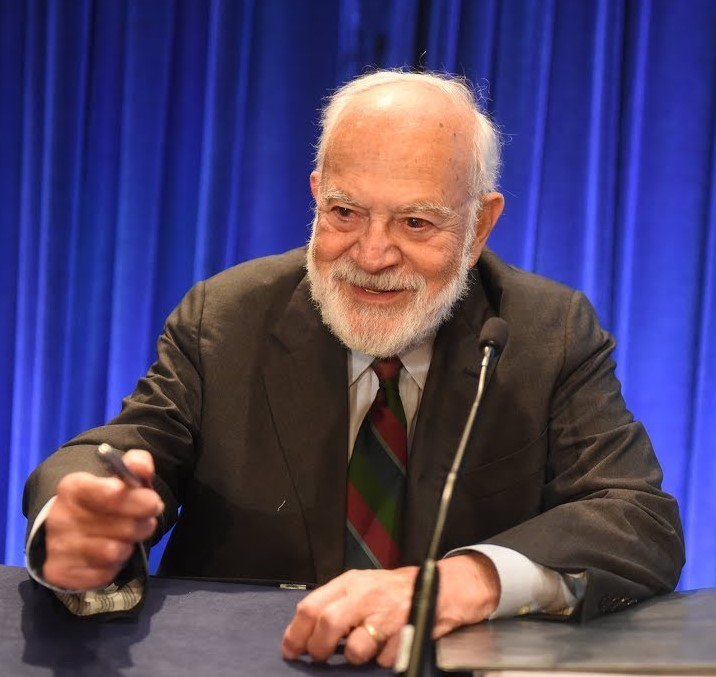
Harry Frankfurt (1929–2023)

- Frankfurt, Suzie (1931–2005), US-amerikanische Designerin und Künstlerin
- Frankfurter, David (1909–1982), jüdischer Medizinstudent in Bern und Attentäter Wilhelm Gustloffs
- Frankfurter, Emil (1876–1950), deutsch-österreichischer, jüdischer Journalist
- Frankfurter, Felix (1882–1965), US-amerikanischer Jurist, Richter am Obersten Gerichtshof der Vereinigten Staaten
- Frankfurter, Jean (* 1948), deutscher Komponist und Produzent
- Frankfurter, Moritz (1875–1941), ungarisch-jugoslawischer Rabbiner
- Frankfurter, Naphtali (1810–1866), deutscher jüdischer Theologe
- Frankfurter, Oskar (1852–1922), deutscher Sprachwissenschaftler, Indologe und Thaiist
- Frankfurter, Philipp (1450–1511), deutscher Dichter
- Frankfurter, Richard (1873–1953), deutscher Politiker (DDP), MdR
- Frankfurter, Salomon (1856–1941), österreichischer Bibliothekar
- Frankfurter, Salomon (1876–1938), ungarisch-deutscher Rabbiner

### Frankh
- Frankhauser, Jenny (* 1992), deutsche Reality-TV-Teilnehmerin und SängerinJenny Frankhauser (* 1992)

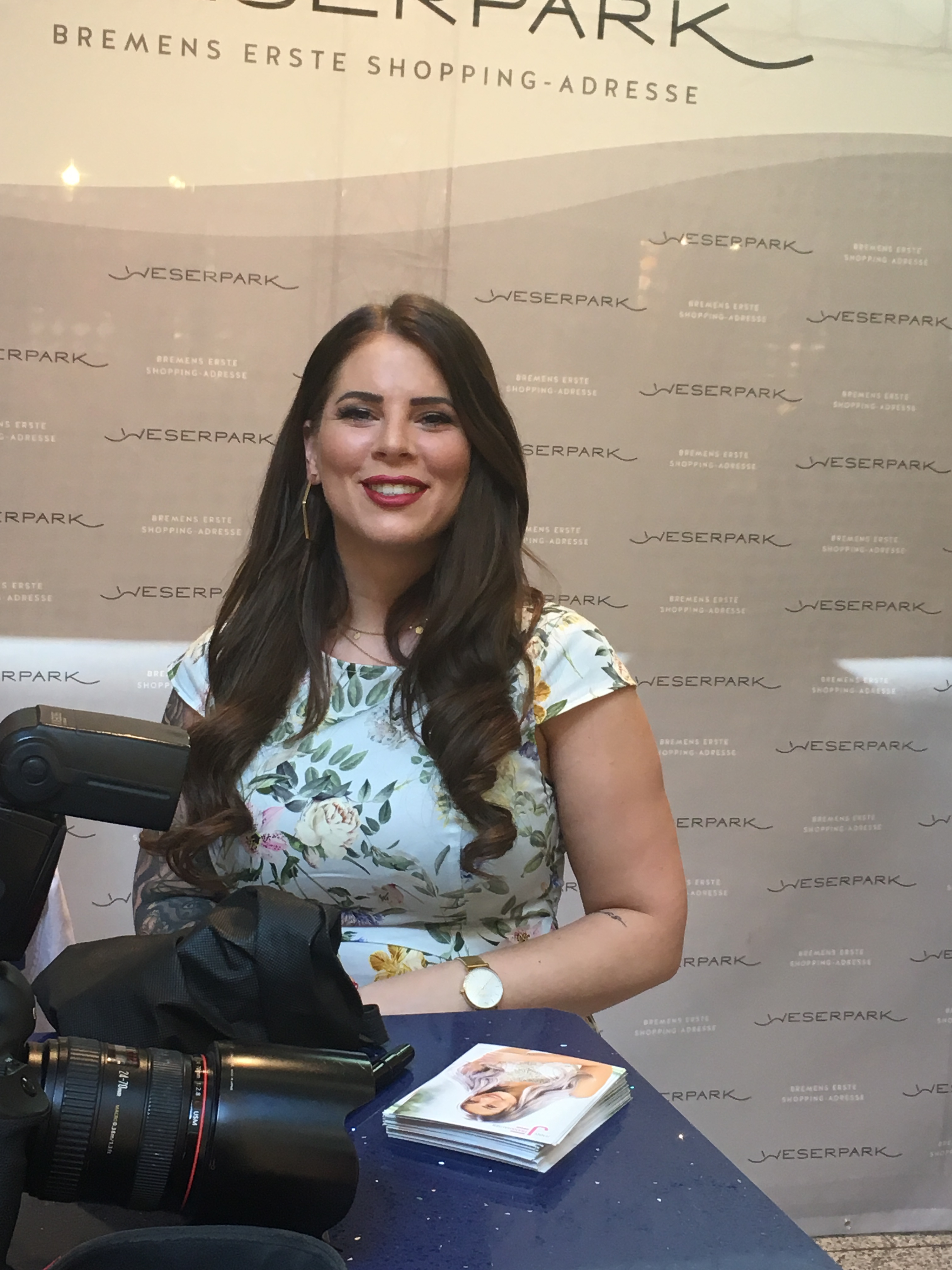
Jenny Frankhauser (* 1992)

- Frankhauser, William H. (1863–1921), US-amerikanischer Politiker

### Franki
- Frankie hi-nrg mc (* 1969), italienischer Rapper und Cantautore
- Frankie, Kat (* 1978), australische Sängerin, Songwriterin und Gitarristin
- Frankiewicz, Bogdan (1923–2003), polnischer Archivar und Historiker
- Frankiewicz, Wioletta (* 1977), polnische Leichtathletin
- Frankignoul, Edgard (1882–1954), belgischer Unternehmer, erfand den Frankipfahl

### Frankl
- Frankl von Hochwart, Ludwig August (1810–1894), österreichischer Arzt, Journalist, Schriftsteller und Dichter
- Frankl, Adolf (1862–1958), österreichischer Schriftsteller und Lehrer
- Frankl, Adolf (1903–1983), österreichischer Maler und Zeichner
- Frankl, Claus J. (* 1962), deutscher Regisseur und Schauspieler
- Frankl, Felix (1905–1961), österreichisch-sowjetischer Mathematiker, Physiker und Hochschullehrer
- Frankl, Franz (1881–1940), deutscher Landschaftsmaler
- Frankl, George (1921–2004), britischer Psychoanalytiker, Philosoph und Autor
- Fränkl, Gerald (* 1979), deutscher Unternehmer und Autor
- Frankl, Gerhart (1901–1965), österreichischer Maler
- Frankl, Gunnel (1926–2020), schwedische Folksängerin, Sammlerin und Herausgeberin jiddischer Lieder
- Frankl, Heinrich (1920–2016), schwedischer Folksänger deutscher Abstammung, Sammler und Herausgeber jiddischer Lieder
- Frankl, Jan (* 1987), österreichischer Regisseur, Produzent, Drehbuchautor und Fotograf
- Frankl, Karl-Heinz (1938–2019), österreichischer römisch-katholischer Priester, Kirchenhistoriker, Diözesan-Archivar und Generalvikar
- Frankl, Max (* 1982), deutscher Jazzgitarrist und Komponist
- Frankl, Michal (* 1974), tschechischer Historiker
- Frankl, Paul (1878–1962), deutscher Kunsthistoriker
- Frankl, Paul Theodore (1886–1958), österreichisch-amerikanischer Architekt, Innenarchitekt, Möbeldesigner, Autor und Galerist
- Frankl, Peter (* 1935), ungarisch-britischer Pianist
- Frankl, Péter (* 1953), ungarischer Mathematiker
- Frankl, Silke (* 1970), deutsche Tennisspielerin
- Fränkl, Sofia, deutsch-ungarische Malerin
- Frankl, Viktor (1905–1997), österreichischer Neurologe und Psychiater, Begründer der Logotherapie und der ExistenzanalyseViktor Frankl (1905–1997)

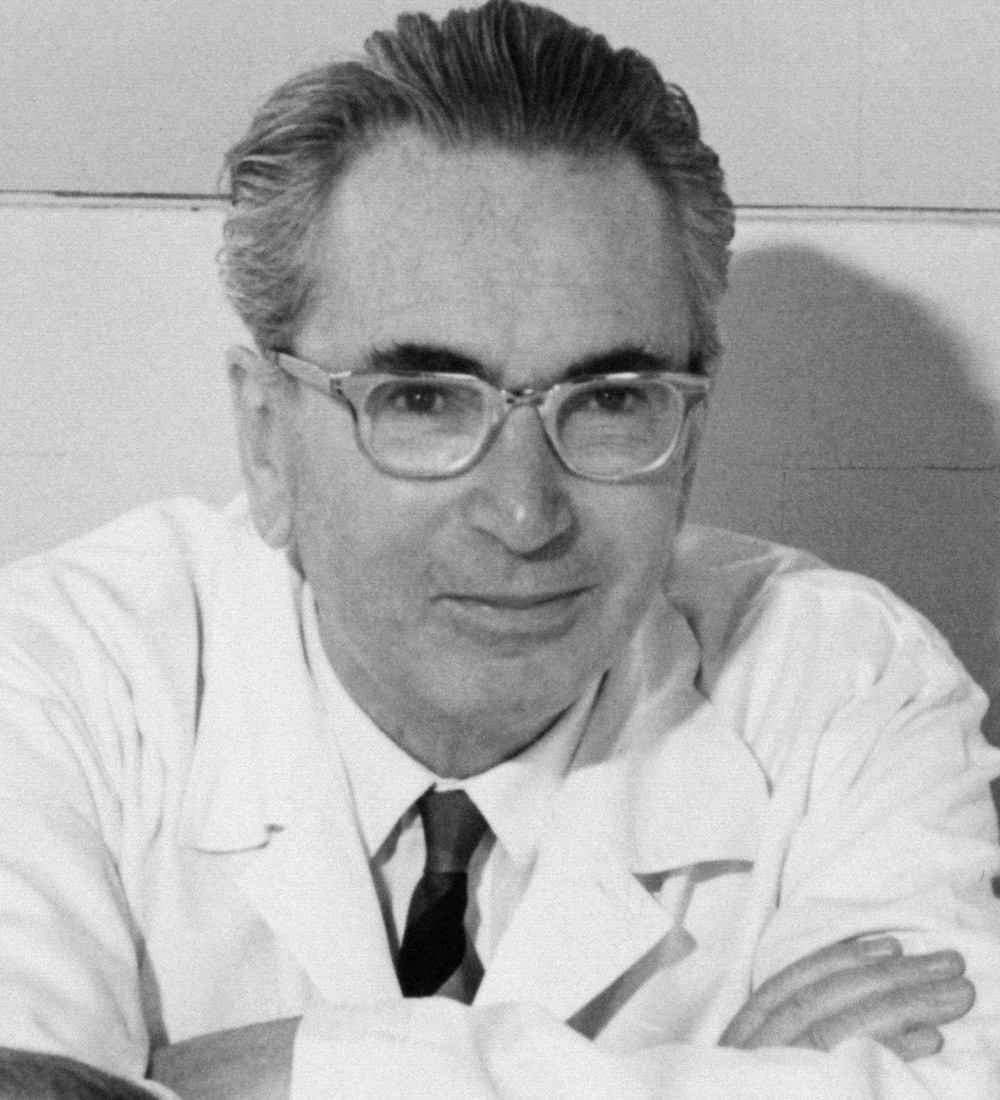
Viktor Frankl (1905–1997)

- Frankl, Wilhelm (1893–1917), deutscher Jagdflieger im Ersten Weltkrieg
- Frankl, Wolfgang (1907–1994), italienischer Architekt
- Frankl-Hochwart, Lothar von (1862–1914), österreichischer Neurologe
- Frankl-Maus, Viktor (* 1993), deutscher Basketballspieler
- Frankland, Edward (1825–1899), englischer Chemiker
- Frankland, James, 18. Baron Zouche (1943–2022), britischer Adliger und Politiker
- Frankland, Noble (1922–2019), britischer Historiker und Direktor des Imperial War Museum
- Frankland, Percy Faraday (1858–1946), britischer Chemiker
- Frankland, Richard (* 1963), australischer Regisseur und Produzent
- Fränkli, Hans († 1478), Schweizer Kürschnermeister und Politiker
- Franklin (* 1975), deutscher Fernsehmoderator
- Franklin da Costa, Manuel (1921–2003), angolanischer Geistlicher, römisch-katholischer Erzbischof von Lubango
- Franklin, Allan (* 1938), US-amerikanischer Physiker, Wissenschaftshistoriker und Wissenschaftsphilosoph
- Franklin, Ann Smith (1696–1763), britische Druckerin und Verlegerin im kolonialen Neuengland
- Franklin, Aretha (1942–2018), US-amerikanische Soul-Sängerin, Songwriterin und PianistinAretha Franklin (1942–2018)

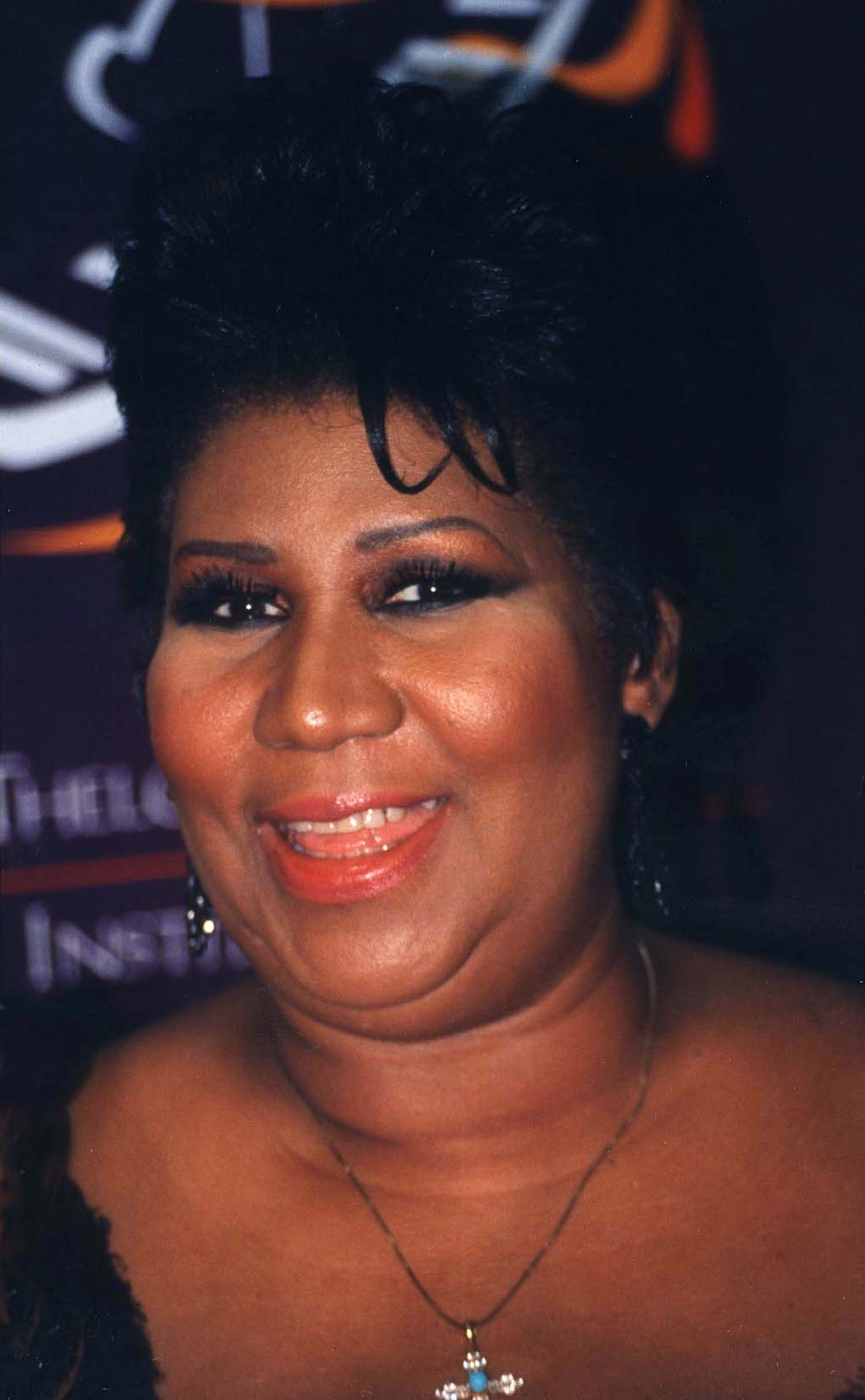
Aretha Franklin (1942–2018)

- Franklin, Barbara (* 1940), US-amerikanische Unternehmerin, Managerin und Politikerin
- Franklin, Benjamin (1706–1790), amerikanischer Drucker, Verleger, Schriftsteller, Naturwissenschaftler, Erfinder und Staatsmann
- Franklin, Benjamin Joseph (1839–1898), US-amerikanischer Politiker
- Franklin, Bernard (1889–1937), britischer Turner
- Franklin, Bonnie (1944–2013), US-amerikanische Schauspielerin
- Franklin, C. L. (1915–1984), US-amerikanischer Baptistenprediger und Bürgerrechtsaktivist
- Franklin, Carl (* 1949), US-amerikanischer Regisseur, Drehbuchautor und Schauspieler
- Franklin, Carolyn (1944–1988), US-amerikanische Soulsängerin und Songwriterin
- Franklin, Charles D. (1931–1992), US-amerikanischer Offizier, Generalleutnant der US-Army
- Franklin, Charles Samuel (1879–1964), britischer Radiopionier
- Franklin, Chester M. (1890–1954), US-amerikanischer Filmregisseur, Stummfilmschauspieler, Filmproduzent und Autor
- Franklin, Craig A., US-amerikanischer Offizier, Generalleutnant der US Air Force
- Franklin, Damião António (1950–2014), angolanischer Geistlicher, römisch-katholischer Erzbischof von Luanda
- Franklin, Diane (* 1962), US-amerikanisches Fotomodell und Schauspielerin
- Franklin, Don (* 1960), US-amerikanischer FilmschauspielerDon Franklin (* 1960)

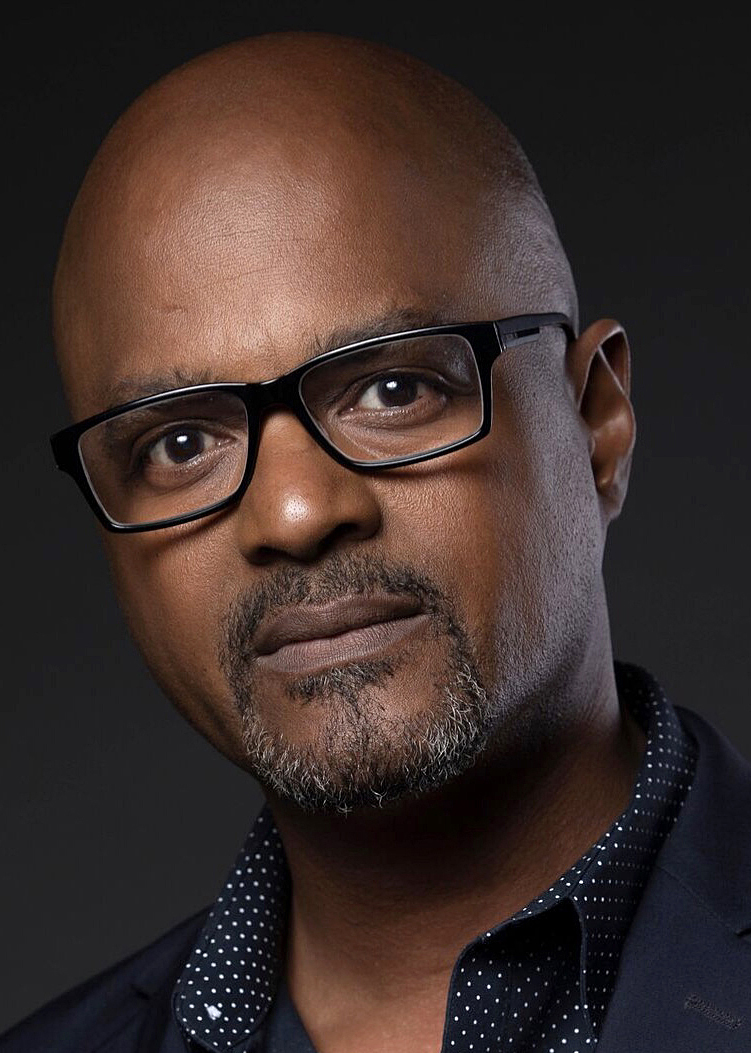
Don Franklin (* 1960)

- Franklin, Edward Curtis (1862–1937), US-amerikanischer Chemiker
- Franklin, Emree (* 1996), US-amerikanische Schauspielerin und Sängerin
- Franklin, Eric (* 1957), Schweizer Tänzer, Choreograf und Bewegungspädagoge
- Franklin, Erma (1938–2002), US-amerikanische Soul-, R&B- und Pop-Sängerin
- Franklin, Farrah (* 1981), US-amerikanische R&B-Sängerin und Schauspielerin
- Franklin, Frederic (1914–2013), britisch-US-amerikanischer Balletttänzer und Theaterregisseur
- Franklin, Gretchen (1911–2005), britische Schauspielerin
- Franklin, Henrietta (1866–1964), britische Erzieherin, Frauenwahlrechtsaktivistin und Sozialreformerin
- Franklin, Henry (* 1940), US-amerikanischer Jazzmusiker
- Franklin, Howard, US-amerikanischer Drehbuchautor und Filmregisseur
- Franklin, James († 1834), britischer Soldat und Naturforscher
- Franklin, Jesse (1760–1823), US-amerikanischer Politiker
- Franklin, John (1786–1847), britischer Konteradmiral und PolarforscherJohn Franklin (1786–1847)

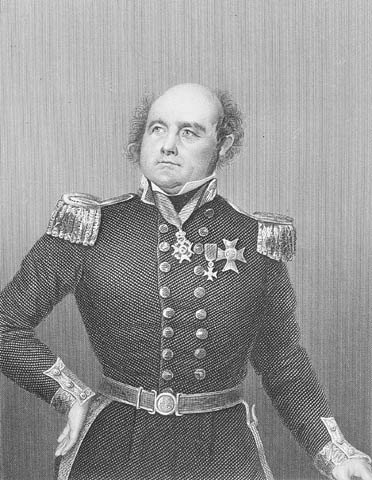
John Franklin (1786–1847)

- Franklin, John (* 1959), US-amerikanischer Schauspieler und Drehbuchautor
- Franklin, John Hope (1915–2009), US-amerikanischer Historiker, Präsident der American Historical Association
- Franklin, John Rankin (1820–1878), US-amerikanischer Politiker
- Franklin, Jonathan (* 1964), US-amerikanischer Journalist und Fernsehkommentator
- Franklin, Joseph Paul (1950–2013), US-amerikanischer Serienmörder
- Franklin, Kenneth (1923–2007), US-amerikanischer Astronom
- Franklin, Kim (* 1955), südafrikanisch-australischer Vogelillustrator
- Franklin, Kirk (* 1970), US-amerikanischer Gospel-Musiker
- Franklin, Larissa (* 1993), kanadische Softballspielerin
- Franklin, Lidija (1917–2019), russische Tänzerin, Tanzpädagogin und Choreografin
- Franklin, Mallia (1952–2010), US-amerikanische Sängerin und Songschreiberin
- Franklin, Mallory (* 1994), britische Kanutin
- Franklin, Martha Minerva (1870–1968), US-amerikanische Krankenschwester und erste Präsidentin der NACGN
- Franklin, Martin E. (* 1964), amerikanischer Manager und Investor
- Franklin, Matt, US-amerikanischer Kryptograph und Informatiker
- Franklin, Melissa (* 1956), kanadisch-US-amerikanische experimentelle Teilchenphysikerin
- Franklin, Melvin (1942–1995), US-amerikanischer Bass-Sänger
- Franklin, Meshack (1772–1839), US-amerikanischer Politiker
- Franklin, Miles (1879–1954), australische Schriftstellerin
- Franklin, Missy (* 1995), US-amerikanische SchwimmerinMissy Franklin (* 1995)

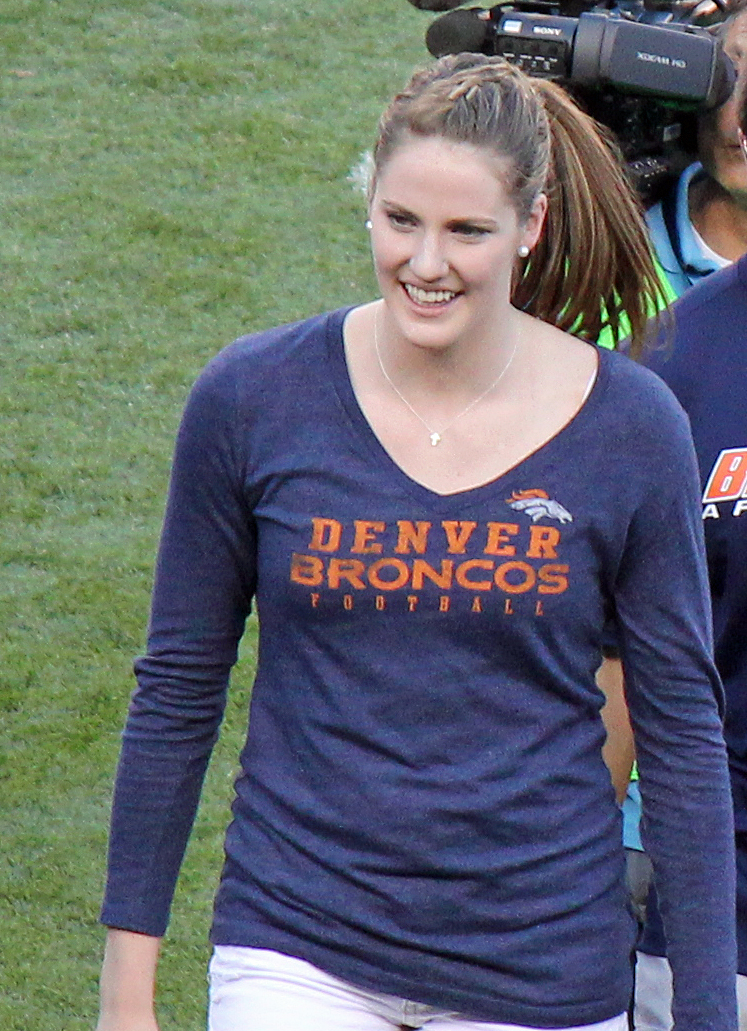
Missy Franklin (* 1995)

- Franklin, Neil (1922–1996), englischer Fußballspieler und -trainer
- Franklin, Nelson (* 1985), US-amerikanischer Schauspieler
- Franklin, Otto von (1830–1905), deutscher Rechtshistoriker und Hochschullehrer
- Franklin, Pamela (* 1950), britische Schauspielerin
- Franklin, Paul (* 1966), britischer Filmtechniker
- Franklin, Rich (* 1974), US-amerikanischer Mixed-Martial-Arts-Kämpfer
- Franklin, Richard (1936–2023), britischer Schauspieler, Politiker und Autor
- Franklin, Richard (1948–2007), australischer Filmregisseur, Drehbuchautor und Produzent
- Franklin, Richard C., Tontechniker
- Franklin, Robert (* 1981), US-amerikanischer Basketballspieler
- Franklin, Robin James Milroy (* 1962), britischer Neurowissenschaftler
- Franklin, Rosalind (1920–1958), britische Biochemikerin, Mitentdeckerin der Molekularstruktur der DesoxyribonukleinsäureRosalind Franklin (1920–1958)

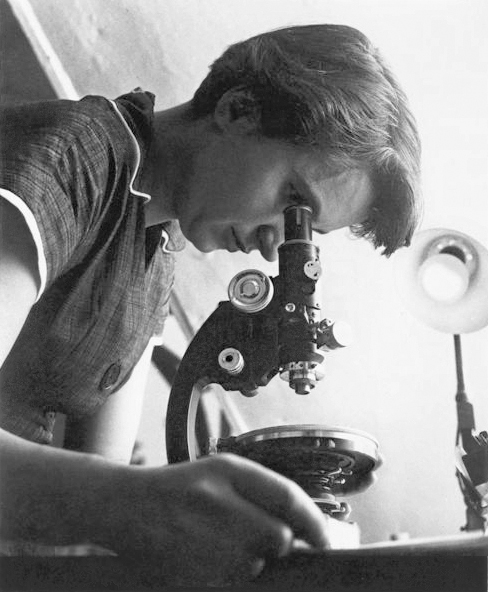
Rosalind Franklin (1920–1958)

- Franklin, Scott, US-amerikanischer Filmproduzent
- Franklin, Scott (* 1964), US-amerikanischer Geschäftsmann und Politiker der Republikanischen Partei
- Franklin, Sean (* 1985), US-amerikanischer Fußballspieler
- Franklin, Shirley (* 1945), US-amerikanische Politikerin der Demokratischen Partei
- Franklin, Sidney (1893–1972), amerikanischer Regisseur und Filmproduzent
- Franklin, Sidney (1903–1976), US-amerikanischer Torero
- Franklin, Stuart (* 1956), britischer Fotojournalist
- Franklin, Tom (* 1963), US-amerikanischer Schriftsteller
- Franklin, Tony (* 1962), britischer Rockmusiker
- Franklin, Tori (* 1992), US-amerikanische Dreispringerin
- Franklin, Ursula (1921–2016), deutsch-kanadische Physikerin
- Franklin, Webb (* 1941), US-amerikanischer Politiker
- Franklin, William (* 1906), US-amerikanischer Jazzmusiker (Posaune, Gesang)
- Franklin, William Buel (1823–1903), General der US-Armee
- Franklin, William Edwin (* 1930), US-amerikanischer Geistlicher, emeritierter Bischof von Davenport
- Franklin, William Temple (1760–1823), Enkel von Benjamin Franklin, einem der Gründerväter der Vereinigten Staaten von AmerikaWilliam Temple Franklin (1760–1823)

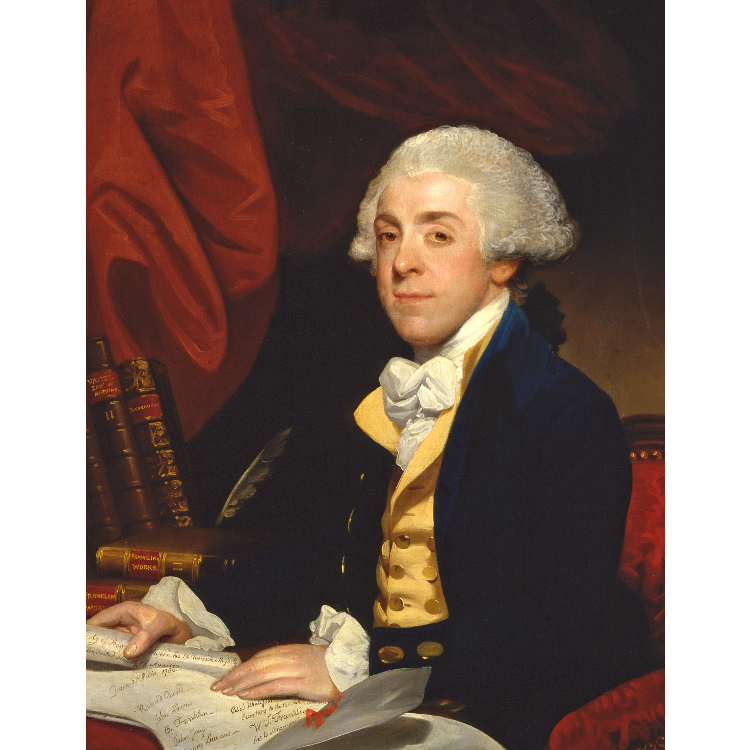
William Temple Franklin (1760–1823)

- Franklin, Zaire (* 1996), US-amerikanischer Footballspieler
- Franklin-Myers, John (* 1996), US-amerikanischer American-Football-Spieler
- Franklyn, Harold (1885–1963), britischer General
- Franklyn, William (1856–1914), britischer Generalleutnant
- Franklyn-Miller, William (* 2004), britisches Model und Schauspieler australischer Herkunft

### Frankm
- Frankmar, Ludwig (* 1960), schwedischer Barockcellist
- Frankmusik (* 1985), britischer DJ und Elektropop-Musiker

### Franko
- Franko († 999), Bischof von Worms
- Franko von Dortmund († 1234), Vizedominus und Domherr in Münster
- Franko von Wettringen († 1203), Domdechant und Domherr in Münster
- Franko, Iwan (1856–1916), ukrainischer Schriftsteller, Journalist, Literaturkritiker und ÜbersetzerIwan Franko (1856–1916)

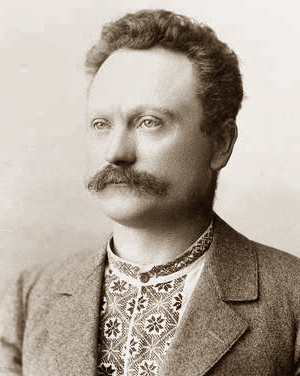
Iwan Franko (1856–1916)

- Franko, Jean (* 1976), spanischer Pornodarsteller venezolanischer Herkunft
- Franko, Jure (* 1962), slowenischer Skirennläufer
- Franko, Mariana (* 1718), niederländische zu Unrecht verurteilte
- Franko, Martina (* 1976), kanadische Fußballspielerin
- Franko, Olha (1864–1941), ukrainische Schriftstellerin, Übersetzerin, Sozialaktivistin, Publizistin und Verlegerin
- Franko, Olha (1896–1987), ukrainische Kochbuchautorin
- Franko, Sam (1857–1937), US-amerikanischer Violinist und Musikpädagoge
- Frankopan, Bernardin (1453–1529), kroatischer Hochadliger, Feldherr, Diplomat, Mäzem
- Frankopan, Christoph (1482–1527), kroatischer Graf
- Frankopan, Fran Krsto (1643–1671), kroatischer Graf und Lyriker, der wegen einer Verschwörung enthauptet wurde
- Frankopan, Franz († 1543), Angehöriger des Geschlechts der Frankopanen und Erzbischof von Kalocsa
- Frankopan, Juraj III. († 1553), kroatischer Adliger
- Frankopan, Nikolaus († 1647), kroatischer Graf und Ban von Kroatien
- Frankopan, Peter (* 1971), britischer HistorikerPeter Frankopan (* 1971)

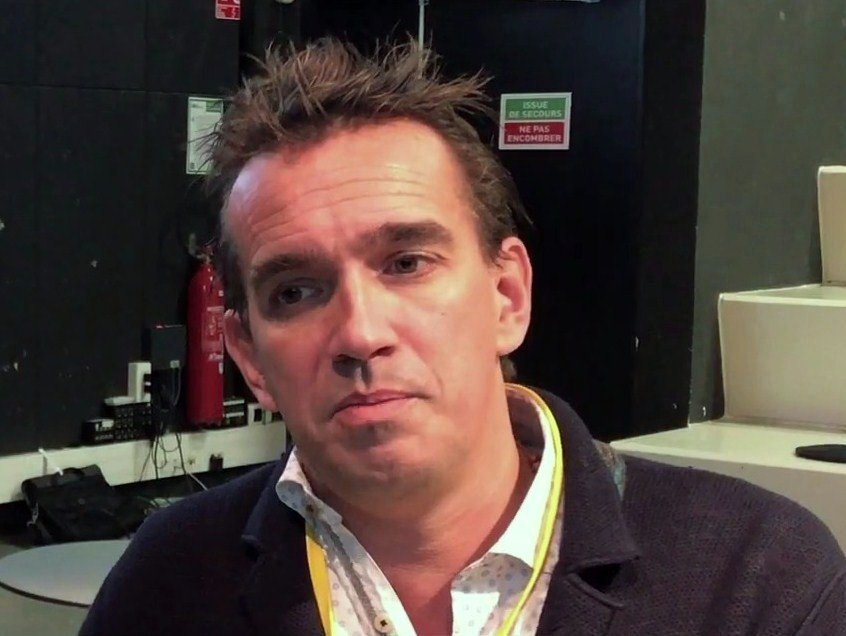
Peter Frankopan (* 1971)

- Frankopan, Vuk Krsto (1578–1652), Führer der Stadt Ogulin und General
- Frankopan-Zrinski, Ana Katarina († 1673), kroatische Dichterin
- Frankot, Roelof (1911–1984), niederländischer Maler
- Franková, Anna (* 1996), tschechische Handballspielerin
- Franková, Julie (* 2000), tschechische Handballspielerin
- Fraňková, Nikola (* 1988), tschechische Tennisspielerin
- Franković, Tihomir (* 1970), kroatischer Ruderer
- Franković, Valner (* 1968), kroatischer Handballspieler
- Frankovich, M. J. (1909–1992), US-amerikanischer Filmproduzent und Filmschauspieler
- Frankowitsch, Friedrich (* 1959), deutscher Bildhauer
- Frankowska, Helene, polnisch-französische Mathematikerin und Hochschullehrerin
- Frankowski, Bartosz (* 1986), polnischer Fußballschiedsrichter
- Frankowski, Edward (* 1937), polnischer Priester und römisch-katholischer Bischof von Sandomierz
- Frankowski, Manfred (1942–2021), deutscher Fußballspieler
- Frankowski, Przemysław (* 1995), polnischer FußballspielerPrzemysław Frankowski (* 1995)

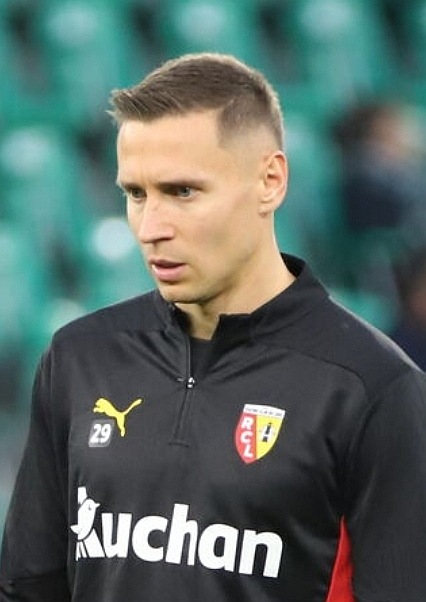
Przemysław Frankowski (* 1995)

- Frankowski, Rosie (* 1991), US-amerikanische Skilangläuferin
- Frankowski, Tomasz (* 1974), polnischer Fußballspieler

### Franks
- Franks, Abigail (1696–1756), jüdische Kolonistin in Britisch-Nordamerika
- Franks, Albert (1936–2017), englischer Fußballspieler
- Franks, Augustus Wollaston (1826–1897), englischer Altertumsforscher und Kurator des Britischen Museums
- Franks, Ben (* 1984), neuseeländischer Rugby-Union-Spieler
- Franks, Bob (1951–2010), US-amerikanischer Politiker
- Franks, Bobby (1909–1924), US-amerikanisches Mordopfer
- Franks, Chad P., US-amerikanischer Offizier, Generalmajor der US Air Force
- Franks, Frederick (1794–1865), Porträt- und Landschaftsmaler, Bildhauer, Silhouettenkünstler und Museumsbesitzer
- Franks, Frederick M. Jr. (* 1936), US-amerikanischer Offizier, General der US Army
- Franks, Gary (* 1953), US-amerikanischer Politiker
- Franks, Lucinda (1946–2021), US-amerikanische Journalistin, Romanautorin und Memoirenschreiberin
- Franks, Margaret, englische Tischtennisspielerin
- Franks, Michael (* 1944), US-amerikanischer Jazzsänger und Songwriter
- Franks, Michael (* 1963), US-amerikanischer Sprinter
- Franks, Norman (1940–2023), britischer Militärhistoriker und Sachbuchautor zu den Jagdfliegern und Luftschlachten des Ersten Weltkrieges
- Franks, Oliver, Baron Franks (1905–1992), britischer Beamter
- Franks, Owen (* 1987), neuseeländischer Rugby-Union-Spieler
- Franks, Sheryl (* 1961), US-amerikanische Eiskunstläuferin
- Franks, Tommy (* 1945), US-amerikanischer Militär, Kommandeur US Central CommandTommy Franks (* 1945)

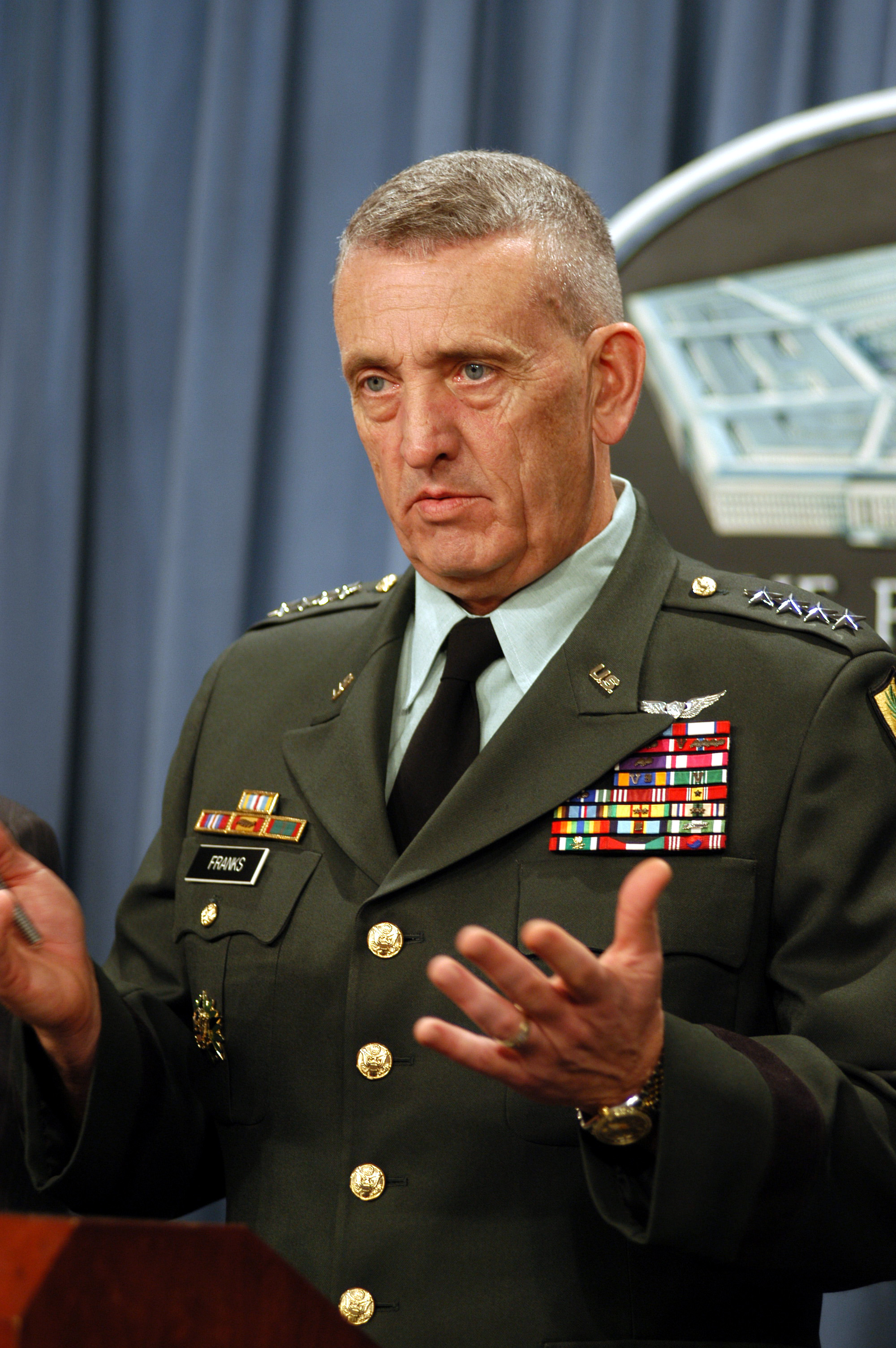
Tommy Franks (* 1945)

- Franks, Trent (* 1957), US-amerikanischer Politiker
- Franks, Wilbur R. (1901–1986), kanadischer Wissenschaftler und Mediziner
- Franks, William Sadler (1851–1935), britischer Astronom
- Franksen, Jan (1937–2004), deutscher Filmemacher
- Franksen, Rudolf (1864–1913), deutscher Jurist und Konsularbeamter
- Frankson, Thomas (1869–1939), US-amerikanischer Politiker
- Franksson, Rolf (1900–1971), schwedischer Weitspringer
- Frankston, Bob (* 1949), US-amerikanischer Softwareentwickler